# 日本のアダルトアニメ一覧 (あ行)
- アニメ > アダルトアニメ > 日本のアダルトアニメ一覧 > 日本のアダルトアニメ一覧 (あ行)
- アニメ > アニメ作品一覧 > 日本のアダルトアニメ一覧 > 日本のアダルトアニメ一覧 (あ行)

日本のアダルトアニメ一覧 (あ行)では、日本におけるアニメ商業作品においてアダルトアニメとされている作品の五十音順“あ行”の一覧を記載。
- 記載の凡例については日本のアダルトアニメ一覧#凡例を参照

| あ行 | あ・い・う・え・お | は行 | は・ひ・ふ・へ・ほ |
| か行 | か・き・く・け・こ | ま行 | ま・み・む・め・も |
| さ行 | さ・し・す・せ・そ | や行 | や・ゆ・よ         |
| た行 | た・ち・つ・て・と | ら行 | ら・り・る・れ・ろ |
| な行 | な・に・ぬ・ね・の | わ行 | わ・ゐ・ゑ・を・ん |

| 1960年代 - 1990年代 | 1960年代 | 1960・1961・1962・1963・1964・1965・1966・1967・1968・1969 |
| 1960年代 - 1990年代 | 1970年代 | 1970・1971・1972・1973・1974・1975・1976・1977・1978・1979 |
| 1960年代 - 1990年代 | 1980年代 | 1980・1981・1982・1983・1984・1985・1986・1987・1988・1989 |
| 1960年代 - 1990年代 | 1990年代 | 1990・1991・1992・1993・1994・1995・1996・1997・1998・1999 |
| 2000年代            | 2000年代 | 2000・2001・2002・2003・2004・2005・2006・2007・2008・2009 |
| 2010年代            | 2010年代 | 2010・2011・2012・2013・2014・2015・2016・2017・2018・2019 |
| 2020年代            | 2020年代 | 2020・2021・2022・2023・2024・2025・2026・2027・2028・2029 |

| 目次 | • 脚注• 注釈• 出典• 参考文献 |

## あ
| 作品名                                                                                 | 年月日         | 製作                                     | 発売元                         | 販売元                   |
| -------------------------------------------------------------------------------------- | -------------- | ---------------------------------------- | ------------------------------ | ------------------------ |
| アイカギ The Animation                                                                 | 2019年4月26日  | ピンクパイナップル                       | ピンクパイナップル             | ピンクパイナップル       |
| あい☆きゃん 上巻「そんなこと……したくありませんっ」                                     | 2010年6月25日  | PoRO                                     | PoRO                           | エイ・ワン・シー         |
| あい☆きゃん 下巻「わたし……しちゃいました」                                             | 2010年8月27日  | PoRO                                     | PoRO                           | エイ・ワン・シー         |
| あい☆きゃん 〜はめドル・レイナ〜囁く憎棒に拒み潤う媚肉♥〜                              | 2015年4月24日  | PoRO                                     | PoRO                           | エイ・ワン・シー         |
| 愛妻日記 〜愛妻寝取られOVA〜                                                           | 2010年12月22日 | ピンクパイナップル                       | ピンクパイナップル             | ピンクパイナップル       |
| 愛姉妹 〜二人の果実〜 第一夜「汚されたマドンナ」                                       | 2001年4月27日  | ピンクパイナップル                       | ピンクパイナップル             | ピンクパイナップル       |
| 愛姉妹 〜二人の果実〜 第二夜「堕ちた優等生」                                           | 2001年6月22日  | ピンクパイナップル                       | ピンクパイナップル             | ピンクパイナップル       |
| 愛姉妹 〜二人の果実〜 第三夜「愛と悦楽に溺れて…」                                      | 2001年9月21日  | ピンクパイナップル                       | ピンクパイナップル             | ピンクパイナップル       |
| 愛姉妹2 〜二人の果実〜 第一夜「帰ってきた偏愛の父」                                    | 2003年2月28日  | ピンクパイナップル                       | ピンクパイナップル             | ピンクパイナップル       |
| 愛姉妹2 〜二人の果実〜 第二夜「交錯する姉妹愛」                                        | 2003年5月23日  | ピンクパイナップル                       | ピンクパイナップル             | ピンクパイナップル       |
| 愛姉妹・蕾 …汚してください THE ANIMATION 第一章「秋桜の緊縛される刻…」                 | 2004年6月25日  | ピンクパイナップル                       | ピンクパイナップル             | ピンクパイナップル       |
| 愛姉妹・蕾 …汚してください THE ANIMATION 第二章「花園の蹂躙される刻…」                 | 2004年9月24日  | ピンクパイナップル                       | ピンクパイナップル             | ピンクパイナップル       |
| 愛聖天使ラブメアリー 悪性受胎 THE ANIMATION 第1巻                                      | 2020年2月28日  | ピンクパイナップル                       | ピンクパイナップル             | ピンクパイナップル       |
| 愛聖天使ラブメアリー 悪性受胎 THE ANIMATION —第2巻—                                    | 2020年6月26日  | ピンクパイナップル                       | ピンクパイナップル             | ピンクパイナップル       |
| 哀・奴隷 -アイ・ドール-                                                                | 1997年11月14日 | あい・どーるプロジェクト                 | あい・どーるプロジェクト       | ジェイ・ブイ・ディー     |
| 哀・奴隷II -アイ・ドール-                                                              | 2000年6月2日   | デジタルワークス                         | バニラ                         | ジェイ・ブイ・ディー     |
| 哀・奴隷III -アイ・ドール-                                                             | 2000年12月1日  | デジタルワークス                         | バニラ                         | ジェイ・ブイ・ディー     |
| 哀・奴隷IV -アイ・ドール-                                                              | 2001年4月6日   | デジタルワークス                         | バニラ                         | ジェイ・ブイ・ディー     |
| アイドル候補生 stage.1 圭編                                                            | 2012年11月26日 | Pぷろじぇくと                            | ぴーちぱい                     | ぴーちぱい               |
| アイドル候補生 stage.1 静香編                                                          | 2012年11月26日 | Pぷろじぇくと                            | ぴーちぱい                     | ぴーちぱい               |
| アイドル候補生 stage.1 亜美編                                                          | 2012年11月26日 | Pぷろじぇくと                            | ぴーちぱい                     | ぴーちぱい               |
| アイドル☆シスター                                                                      | 2014年12月26日 | IDOL☆SISTER Project                      | 富士美出版                     | 富士美出版               |
| 愛のカタチ 〜エッチな女のコは嫌い…ですか?〜 scene1                                     | 2008年2月25日  | 「愛のカタチ」アニメ製作委員会           | 「愛のカタチ」アニメ製作委員会 | GPミュージアムソフト     |
| 愛のカタチ 〜エッチな女のコは嫌い…ですか?〜 scene2                                     | 2008年6月25日  | 「愛のカタチ」アニメ製作委員会           | 「愛のカタチ」アニメ製作委員会 | GPミュージアムソフト     |
| 愛は鍵の数だけ… 風俗マンション                                                         | 2002年5月25日  | コンセプトフィルムズ                     | コンセプトフィルムズ           | GPミュージアム           |
| アイベヤ THE ANIMATION                                                                 | 2019年11月29日 | ピンクパイナップル                       | ピンクパイナップル             | ピンクパイナップル       |
| アイルMANIAX 〜淫魔制服狩り&魔女狩りの夜に〜 EPISODE 1                                 | 2001年8月24日  | ピンクパイナップル                       | ピンクパイナップル             | ピンクパイナップル       |
| アイルMANIAX 〜淫魔制服狩り&魔女狩りの夜に〜 EPISODE 2                                 | 2001年11月22日 | ピンクパイナップル                       | ピンクパイナップル             | ピンクパイナップル       |
| アイルMANIAX 〜淫魔制服狩り&魔女狩りの夜に〜 EPISODE 3                                 | 2002年3月22日  | ピンクパイナップル                       | ピンクパイナップル             | ピンクパイナップル       |
| 蒼い告白 第一話 実録 縛られたアイドル                                                  | 2003年2月25日  | スリーポイント                           | スリーポイント                 | GPミュージアム           |
| 蒼い妖精                                                                               | 2001年12月21日 | オブテイン・フューチャー                 | オブテイン・フューチャー       |                          |
| 茜ハ摘マレ 染メラレル 第一話                                                           | 2022年2月4日   | あんてきぬすっ                           | あんてきぬすっ                 |                          |
| 茜ハ摘マレ 染メラレル 第二話                                                           | 2022年2月4日   | あんてきぬすっ                           | あんてきぬすっ                 |                          |
| 亜紀子 第1巻                                                                           | 1996年2月23日  | ピンクパイナップル                       | ピンクパイナップル             | ピンクパイナップル       |
| 亜紀子 第2巻                                                                           | 1996年7月26日  | ピンクパイナップル                       | ピンクパイナップル             | ピンクパイナップル       |
| 明菜と温泉でHしよっ♥ 宮沢明菜編                                                        | 2010年11月17日 | ちちのや                                 |                                |                          |
| アキバ系彼女 さーくる1                                                                 | 2004年7月25日  | イメージワークス                         | イメージワークス               |                          |
| アキバ系彼女 さーくる2                                                                 | 2004年10月25日 | イメージワークス                         | イメージワークス               | GPミュージアムソフト     |
| アキバ系彼女 さーくる3                                                                 | 2006年6月25日  | Milky                                    | Milky                          | GPミュージアムソフト     |
| 悪の女幹部 第一話 掌握の力 覚醒                                                        | 2011年11月18日 | 「悪の女幹部」製作委員会                 | こっとんど〜る                 |                          |
| 悪の女幹部 第二話 淫獣のしつけ                                                         | 2012年3月23日  | 「悪の女幹部」製作委員会                 | こっとんど〜る                 |                          |
| 悪の女幹部 フルムーンナイト 第一話 肉袒牽羊                                            | 2012年12月21日 | 「悪の女幹部フルムーンナイト」制作委員会 | こっとんど〜る                 |                          |
| 悪の女幹部 フルムーンナイトR #1 喋喋喃喃                                               | 2020年10月2日  | ばにぃうぉ〜か〜                         | ばにぃうぉ〜か〜               |                          |
| 悪の女幹部 フルムーンナイトR #2 蚤知之士                                               | 2020年11月6日  | ばにぃうぉ〜か〜                         | ばにぃうぉ〜か〜               |                          |
| 山姫（あけび）の実 第一巻 M江                                                          | 2007年10月26日 | schoolzone                               |                                | schoolzone               |
| 山姫（あけび）の実 第二巻 真砂絵                                                       | 2009年7月25日  | Milky                                    | Milky                          | ミルキーズピクチャーズ   |
| 山姫（あけび）の実 第三巻 きずな                                                       | 2010年10月15日 | Milky                                    | Milky                          | ミルキーズピクチャーズ   |
| 山姫（あけび）の花 -真穂-                                                              | 2011年4月15日  | ミルキーズピクチャーズ                   | ミルキーズピクチャーズ         | ミルキーズピクチャーズ   |
| あげまんと福ちん                                                                       | 1991年12月21日 | ナック映画                               | ナック                         | MY-VIDEO                 |
| 朝からずっしり♥ミルクポット♥ おち○ぽみるく1杯目                                        | 2011年8月5日   | WHITE BEAR                               | メディアバンク                 | メディアバンク           |
| 朝からずっしり♥ミルクポット♥ おち○ぽみるく2杯目                                        | 2012年1月27日  | WHITE BEAR                               | メディアバンク                 | メディアバンク           |
| 紫陽花の散ル頃に                                                                       | 2021年1月29日  | あんてきぬすっ                           | あんてきぬすっ                 |                          |
| あしたの雪之丞 Round・1 秋の木漏れ陽                                                   | 2002年9月27日  | ピンクパイナップル                       | ピンクパイナップル             | ピンクパイナップル       |
| あしたの雪之丞 Round・2 失われた日々                                                   | 2002年12月20日 | ピンクパイナップル                       | ピンクパイナップル             | ピンクパイナップル       |
| あしたの雪之丞 Round・3 旅立ちの冬                                                     | 2003年3月28日  | ピンクパイナップル                       | ピンクパイナップル             | ピンクパイナップル       |
| あしたの雪之丞 Round・4 彷徨える魂                                                     | 2003年5月23日  | ピンクパイナップル                       | ピンクパイナップル             | ピンクパイナップル       |
| アスガルド 〜歪曲のテスタメント〜 1st Action「暗黒のプレリュード」                     | 2001年10月26日 | ディスカバリー                           | ディスカバリー                 | セブンエイト             |
| アスガルド 〜歪曲のテスタメント〜 2nd Action「蹂躙のインタールード」                   | 2001年12月28日 | ディスカバリー                           | ディスカバリー                 | セブンエイト             |
| アスガルド 〜歪曲のテスタメント〜 3rd Action「宿命のオーバード」                       | 2002年4月5日   | ディスカバリー                           | ディスカバリー                 | セブンエイト             |
| アッチェレランド 〜堕天使たちの囁き〜 CONTENTS.1「in the cafe」                        | 2007年1月26日  | ピンクパイナップル                       | ピンクパイナップル             | ピンクパイナップル       |
| アッチェレランド 〜堕天使たちの囁き〜 CONTENTS.2「in the school」                      | 2007年4月27日  | ピンクパイナップル                       | ピンクパイナップル             | ピンクパイナップル       |
| アッチェレランド 〜堕天使たちの囁き〜 CONTENTS.3                                       | 2010年1月9日   | ピンクパイナップル                       | ピンクパイナップル             | ピンクパイナップル       |
| アッチェレランド 〜堕天使たちの囁き〜 CONTENTS.4                                       | 2010年2月26日  | ピンクパイナップル                       | ピンクパイナップル             | ピンクパイナップル       |
| アドバンサー ティナ                                                                    | 1996年8月21日  | ビームエンタテインメント                 | ビームエンタテインメント       | ビームエンタテインメント |
| 貴方だけこんばんわ 第1話「零子」                                                       | 2009年7月25日  | Milky                                    | Milky                          | ミルキーズピクチャーズ   |
| 貴方だけこんばんわ 第2話「誓約」                                                       | 2009年10月25日 | Milky                                    | Milky                          | ミルキーズピクチャーズ   |
| 貴方だけこんばんわ 綾音                                                                | 2011年3月18日  | Milky                                    | Milky                          | ミルキーズピクチャーズ   |
| 貴方だけこんばんわ 桃音-もね-                                                          | 2011年6月17日  | Milky                                    | Milky                          | ミルキーズピクチャーズ   |
| 貴方だけこんばんわ 零子                                                                | 2011年10月21日 | Milky                                    | Milky                          | ミルキーズピクチャーズ   |
| あなたの知らない看護婦 〜性的病棟24時〜 第一話 天使たちの素顔                          | 2009年3月25日  | ミルキーズピクチャーズ                   | ミルキーズピクチャーズ         | ミルキーズピクチャーズ   |
| あなたの知らない看護婦 〜性的病棟24時〜 第二話 私を永遠に汚して…                       | 2009年11月25日 | ミルキーズピクチャーズ                   | ミルキーズピクチャーズ         | ミルキーズピクチャーズ   |
| 貴方ハ私ノモノ ドS彼女とドM彼氏 上巻 しつけ上手な優等生                                | 2017年4月28日  | メリー・ジェーン                         | メリー・ジェーン               | メリー・ジェーン         |
| 貴方ハ私ノモノ ドS彼女とドM彼氏 下巻 立派なワンコへご褒美を                            | 2017年8月11日  | メリー・ジェーン                         | メリー・ジェーン               | メリー・ジェーン         |
| 穴の奥のいい秘部（ところ） ①                                                           | 2014年12月12日 | Queen Bee                                | メディアバンク                 | メディアバンク           |
| 穴の奥のいい秘部（ところ） ②                                                           | 2015年2月13日  | Queen Bee                                | メディアバンク                 | メディアバンク           |
| 兄貴の嫁さんなら、俺にハメられてヒイヒイ言ってるところだよ                             | 2015年8月28日  | サークルトリビュート                     |                                | サークルトリビュート     |
| アニメ 少年メイドクーロ君 〜天使の歌〜                                                 | 2010年9月23日  | 37℃                                      | 37℃                            | ソフト・オン・デマンド   |
| アニメ 七瀬恋                                                                          | 2005年12月24日 | ソフト・オン・デマンド                   | ソフト・オン・デマンド         | ソフト・オン・デマンド   |
| アニメ 風間愛                                                                          | 2006年8月25日  | ソフト・オン・デマンド                   | ソフト・オン・デマンド         | ソフト・オン・デマンド   |
| アニメ 八神優                                                                          | 2006年12月21日 | ソフト・オン・デマンド                   | ソフト・オン・デマンド         | ソフト・オン・デマンド   |
| 兄嫁 前編                                                                              | 2004年10月8日  | デジタルワークス                         | バニラ                         | ジェイ・ブイ・ディー     |
| 兄嫁 後編                                                                              | 2005年1月14日  | デジタルワークス                         | バニラ                         | ジェイ・ブイ・ディー     |
| 兄嫁はいじっぱり #01                                                                   | 2008年4月18日  | ディスカバリー                           | ディスカバリー                 | セブンエイト             |
| 兄嫁はいじっぱり #02                                                                   | 2008年6月20日  | ディスカバリー                           | ディスカバリー                 | セブンエイト             |
| あねいも 第1章 〜Square Sisters〜                                                      | 2008年8月25日  | Milky                                    | Milky                          | GPミュージアムソフト     |
| あねいも 第2章 〜Triangle Lovers〜                                                     | 2008年12月25日 | Milky                                    | Milky                          | ミルキーズピクチャーズ   |
| あねき… MY SWEET ELDER SISTER THE ANIMATION senior.1「早紀先輩」                       | 2007年9月28日  | ピンクパイナップル                       | ピンクパイナップル             | ピンクパイナップル       |
| あねき… MY SWEET ELDER SISTER THE ANIMATION senior.2「悪戯天使たち」                   | 2007年12月21日 | ピンクパイナップル                       | ピンクパイナップル             | ピンクパイナップル       |
| あねき… MY SWEET ELDER SISTER THE ANIMATION senior.3「早紀先輩、ふたたび…」            | 2011年4月28日  | ピンクパイナップル                       | ピンクパイナップル             | ピンクパイナップル       |
| あねき… MY SWEET ELDER SISTER THE ANIMATION senior.4「素直になれなくて…」              | 2011年7月29日  | ピンクパイナップル                       | ピンクパイナップル             | ピンクパイナップル       |
| アネキの口内解禁日                                                                     | 2012年2月17日  | ちちのや                                 |                                |                          |
| 姉キュン! 〜女子が家に来た〜                                                           | 2014年8月29日  | PashminaA                                | PashminaA                      | デジタルワークス         |
| 姉恋 スキ・キライ・ダイスキ. #1                                                        | 2013年2月15日  | Pashmina                                 | Pashmina                       | ミルキーズピクチャーズ   |
| 姉恋 スキ・キライ・ダイスキ. #2                                                        | 2013年5月17日  | Pashmina                                 | Pashmina                       | ミルキーズピクチャーズ   |
| 姉汁 THE ANIMATION 〜白川三姉妹におまかせ〜 Juice.1「お姉さんがしてあ・げ・る♪」       | 2006年12月22日 | ピンクパイナップル                       | ピンクパイナップル             | ピンクパイナップル       |
| 姉汁 THE ANIMATION 〜白川三姉妹におまかせ〜 Juice.2「お姉さんにもしてほ・し・い♪」     | 2007年3月23日  | ピンクパイナップル                       | ピンクパイナップル             | ピンクパイナップル       |
| 姉汁2 THE ANIMATION 〜白川三姉妹におまかせ〜 Liquid.1「オナニーのお手伝いしてあげる♪」 | 2010年11月26日 | ピンクパイナップル                       | ピンクパイナップル             | ピンクパイナップル       |
| 姉汁2 THE ANIMATION 〜白川三姉妹におまかせ〜 Liquid.2「エッチなこと何でもしてあげる♪」 | 2011年2月25日  | ピンクパイナップル                       | ピンクパイナップル             | ピンクパイナップル       |
| あねちじょ♥マックスハート 溺愛美少女姉・更紗〜おねえちゃん、狩猟解禁っ♥                | 2018年8月31日  | PoRO                                     | PoRO                           | エイ・ワン・シー         |
| あねちじょ♥マックスハート 暴走つるペタ少女・かすり〜先輩っ!えっちしよっ♥               | 2018年11月30日 | PoRO                                     | PoRO                           | エイ・ワン・シー         |
| あねちじょ♥マックスハート 媚姉誘淫ファミレス風・更紗〜ご注文はびっちですか♥〜          | 2019年2月22日  | PoRO                                     | PoRO                           | エイ・ワン・シー         |
| あねちじょ♥マックスハート 変態かてきょ・更紗〜お仕置き饗嫉卑猥MAX♥〜                   | 2019年4月26日  | PoRO                                     | PoRO                           | エイ・ワン・シー         |
| ANNET & LILIANA THE ANIMATION                                                          | 2021年7月30日  | ピンクパイナップル                       | ピンクパイナップル             | ピンクパイナップル       |
| 姉とボイン Vol.1                                                                       | 2005年12月25日 | Milky                                    | Milky                          | GPミュージアムソフト     |
| 姉とボイン Vol.2                                                                       | 2006年7月25日  | Milky                                    | Milky                          | GPミュージアムソフト     |
| アネハメ 俺の初恋が実姉なわけがない 第1話 帰ってきたお姉ちゃん                         | 2021年12月24日 | メリー・ジェーン                         | メリー・ジェーン               | メリー・ジェーン         |
| アネハメ 俺の初恋が実姉なわけがない 第2話 ラブホとお姉ちゃん                           | 2022年4月8日   | メリー・ジェーン                         | メリー・ジェーン               | メリー・ジェーン         |
| 姉☆孕みっくす Vol.01 死神娘がやってきた!                                               | 2006年8月26日  | PIXY                                     |                                |                          |
| 姉☆孕みっくす Vol.02 孕ませ1週間始まる!                                                | 2006年12月23日 | PIXY                                     |                                |                          |
| 姉☆孕みっくす Vol.03 姉の子宮を堕とせ!                                                 | 2007年4月23日  | PIXY                                     |                                |                          |
| 姉☆孕みっくす Vol.04 瞳姉、受精す!                                                     | 2007年9月28日  | PIXY                                     |                                |                          |
| あねよめカルテット 上巻 キャリアウーマンな姉と引きこもりメイド姉                       | 2015年10月9日  | メリー・ジェーン                         | メリー・ジェーン               | メリー・ジェーン         |
| あねよめカルテット 下巻 甘やかし系お姉ちゃんといたずら好きお姉ちゃん                   | 2016年3月25日  | メリー・ジェーン                         | メリー・ジェーン               | メリー・ジェーン         |
| アノコトイイコト 第1話 こんな胸でも愛されたい!!                                        | 2015年10月2日  | メリー・ジェーン                         | メリー・ジェーン               | メリー・ジェーン         |
| アノコトイイコト 第2話 そうだ妹と練習しよう。                                          | 2015年12月25日 | メリー・ジェーン                         | メリー・ジェーン               | メリー・ジェーン         |
| 実娘(あの子)の代わりに好きなだけ 前編                                                  | 2020年12月18日 | Queen Bee                                | メディアバンク                 | メディアバンク           |
| 実娘(あの子)の代わりに好きなだけ 後編                                                  | 2021年2月26日  | Queen Bee                                | メディアバンク                 | メディアバンク           |
| あの団地の妻たちは The Animation 上巻                                                  | 2019年4月26日  | ショーテン                               |                                |                          |
| あの団地の妻たちは The Animation 下巻                                                  | 2019年10月25日 | ショーテン                               |                                |                          |
| Abandon —100ヌキしないと出られない不思議な教室— 第1話 闇のセツクスゲーム               | 2022年3月11日  | メリー・ジェーン                         | メリー・ジェーン               | メリー・ジェーン         |
| After... THE ANIMATION 第1章                                                           | 2007年8月25日  | 「After...」アニメ製作委員会             | 「After...」アニメ製作委員会   | GPミュージアムソフト     |
| After... THE ANIMATION 第2章                                                           | 2008年1月25日  | 「After...」アニメ製作委員会             | 「After...」アニメ製作委員会   | GPミュージアムソフト     |
| 甘い懲罰 私は看守専用ペット 完全版                                                     | 2018年10月17日 | 彗星社                                   |                                |                          |
| アマカノ 上林聖編                                                                      | 2016年2月5日   | メリー・ジェーン                         | メリー・ジェーン               | メリー・ジェーン         |
| アマカノ 星川こはる編                                                                  | 2016年3月4日   | メリー・ジェーン                         | メリー・ジェーン               | メリー・ジェーン         |
| アマカノ 高社紗雪編                                                                    | 2016年11月18日 | メリー・ジェーン                         | メリー・ジェーン               | メリー・ジェーン         |
| アマネェ! トモダチンチでこんな事になるなんて!                                          | 2013年12月20日 | PashminaA                                | PashminaA                      | デジタルワークス         |
| 聖操奴隷（あやつりにんぎょう）                                                         | 1999年8月22日  | ファイブウェイズ                         | シネマパラダイス               | ファイブウェイズ         |
| 聖操奴隷2（あやつりにんぎょう2）                                                       | 2000年1月27日  | ファイブウェイズ                         | シネマパラダイス               | ファイブウェイズ         |
| あらいめんとゆーゆー THE ANIMATION Ghost.1「丸いお尻がゆるせない☆」                    | 2008年2月29日  | ピンクパイナップル                       | ピンクパイナップル             | ピンクパイナップル       |
| あらいめんとゆーゆー THE ANIMATION Ghost.2「触手と二人の花子さん?」                    | 2008年5月23日  | ピンクパイナップル                       | ピンクパイナップル             | ピンクパイナップル       |
| 洗い屋さん! 〜俺とアイツが女湯で!?〜                                                   | 2019年7月24日  | 彗星社                                   |                                |                          |
| アラルガンド The Animation                                                             | 2015年5月22日  | ピンクパイナップル                       | ピンクパイナップル             | ピンクパイナップル       |
| アルバイトしよっ!! 〜お姉さんは清掃員〜                                                | 2010年4月15日  | ちちのや                                 |                                |                          |
| アルバイトしよっ!! 〜お姉さんはご奉仕メイド〜                                          | 2010年4月15日  | ちちのや                                 |                                |                          |
| アルバイトしよっ!! 〜お姉さんは家庭教師〜                                              | 2010年4月15日  | ちちのや                                 |                                |                          |
| ANGELIUM（アンジェリウム） I                                                           | 2004年9月25日  | ムーンロック                             | ムーンロック                   | .m.p                     |
| ANGELIUM（アンジェリウム） II                                                          | 2004年11月25日 | ムーンロック                             | ムーンロック                   | h.m.p                    |
| アンスイート 寝取られ堕ちた女たち 女教師 黒瀬勝子編                                    | 2012年10月19日 | 「アンスイート」制作委員会               | こっとんど〜る                 |                          |
| Unbalance（アンバランス） MENU.1                                                       | 2002年6月28日  | ディスカバリー                           | ディスカバリー                 | セブンエイト             |
| Unbalance（アンバランス） MENU.2                                                       | 2002年9月27日  | ディスカバリー                           | ディスカバリー                 | セブンエイト             |
| Unbalance（アンバランス） MENU.3                                                       | 2002年12月27日 | ディスカバリー                           | ディスカバリー                 | セブンエイト             |

## い
| 作品名                                                                                                 | 年月日         | 製作                              | 発売元                         | 販売元                           |
| --- | -------------- | --------------------------------- | ------------------------------ | -------------------------------- |
| 飯塚先輩×ブレザー -姉キュン!より- THE ANIMATION                                                        | 2016年11月4日  | BOOTLEG                           | BOOTLEG                        | ミルキーズピクチャーズ           |
| いいなり!催眠彼女 〜隷属洗脳・生ハメ性活!!〜 上巻 片思いのあの子をモノにしろ                           | 2015年2月13日  | メリー・ジェーン                  | メリー・ジェーン               | メリー・ジェーン                 |
| いいなり!催眠彼女 〜隷属洗脳・生ハメ性活!!〜 下巻 生意気な妹への処方箋                                 | 2015年5月1日   | メリー・ジェーン                  | メリー・ジェーン               | メリー・ジェーン                 |
| 委員長は催眠アプリを信じてる。                                                                         | 2022年9月2日   | ばにぃうぉ〜か〜                  | ばにぃうぉ〜か〜               |                                  |
| イエナイコト THE ANIMATION                                                                             | 2015年3月6日   | BOOTLEG                           | BOOTLEG                        | ミルキーズピクチャーズ           |
| イエナイコト -2nd scene- ANIME EDITION                                                                 | 2016年3月4日   | AniMan                            | AniMan                         | ミルキーズピクチャーズ           |
| 戦乙女ヴァルキリー「あなたに全てを捧げます」 第一夜「女神捕獲」                                        | 2004年12月24日 | ひまじん                          | ひまじん                       | マリゴールド                     |
| 戦乙女ヴァルキリー「あなたに全てを捧げます」 第二夜「女神隷属」                                        | 2005年1月28日  | ひまじん                          | ひまじん                       | マリゴールド                     |
| 戦乙女ヴァルキリー「あなたに全てを捧げます」 真章 第一話「天使、堕ちる夜」                             | 2006年2月24日  | ひまじん                          | ひまじん                       | インターフィルム                 |
| 戦乙女ヴァルキリー「あなたに全てを捧げます」 真章 第二話「堕ちた女神の散華」                           | 2007年5月25日  | ひまじん                          | ひまじん                       | インターフィルム                 |
| 戦乙女ヴァルキリー2 第一話「堕天の女神達」                                                             | 2008年9月26日  | こっとんど〜る                    | こっとんど〜る                 | マリゴールド                     |
| 戦乙女ヴァルキリー2 第二話「裏切りの雌奴隷」                                                           | 2009年2月27日  | こっとんど〜る                    | こっとんど〜る                 | マリゴールド                     |
| 戦乙女ヴァルキリー2 第三話「恥じらいの性懺悔」                                                         | 2011年2月18日  | こっとんど〜る                    | こっとんど〜る                 | マリゴールド                     |
| 戦乙女ヴァルキリーG 第一話 籠絡                                                                        | 2012年7月20日  | 「戦乙女ヴァルキリーG」製作委員会 | こっとんど〜る                 | マリゴールド                     |
| 戦乙女ヴァルキリーG 第二話 貪淫                                                                        | 2012年8月24日  | 「戦乙女ヴァルキリーG」製作委員会 | こっとんど〜る                 | マリゴールド                     |
| 戦乙女スヴィア VOL.01 二人のヴァルキリー                                                               | 2007年12月22日 | PIXY                              |                                |                                  |
| 戦乙女スヴィア VOL.02 快楽の罠                                                                         | 2008年6月21日  | PIXY                              |                                |                                  |
| 戦乙女スヴィア VOL.03 絶望の輪姦                                                                       | 2008年12月20日 | PIXY                              |                                |                                  |
| 戦乙女スヴィア VOL.04 隷属の花嫁                                                                       | 2009年8月22日  | PIXY                              |                                |                                  |
| イケナイコト THE ANIMATION                                                                             | 2015年1月2日   | BOOTLEG                           | BOOTLEG                        | ミルキーズピクチャーズ           |
| 聖贄（いけにえ）                                                                                       | 1999年4月30日  | デジタルワークス                  | バニラ                         | ジェイ・ブイ・ディー             |
| 異国なレトロ                                                                                           | 2015年4月24日  | PashminaA                         | PashminaA                      | デジタルワークス                 |
| 遺作 惨劇一 里香                                                                                       | 1997年8月29日  | ピンクパイナップル                | ピンクパイナップル             | ピンクパイナップル               |
| 遺作 惨劇二 琴未                                                                                       | 1997年11月28日 | ピンクパイナップル                | ピンクパイナップル             | ピンクパイナップル               |
| 遺作 惨劇三 美由紀                                                                                     | 1998年2月27日  | ピンクパイナップル                | ピンクパイナップル             | ピンクパイナップル               |
| 遺作 終劇「罪と罰」                                                                                    | 1999年3月26日  | ピンクパイナップル                | ピンクパイナップル             | ピンクパイナップル               |
| 遺作 〜Respect〜 第一幕「恥辱の牢獄」                                                                  | 2001年2月23日  | ピンクパイナップル                | ピンクパイナップル             | ピンクパイナップル               |
| 遺作 〜Respect〜 第二幕「牝の芳香」                                                                    | 2001年5月25日  | ピンクパイナップル                | ピンクパイナップル             | ピンクパイナップル               |
| 遺作 〜Respect〜 第三幕「快楽の果て」                                                                  | 2001年8月24日  | ピンクパイナップル                | ピンクパイナップル             | ピンクパイナップル               |
| 異常痴態 実験奴隷 1                                                                                    | 2011年12月16日 | WHITE BEAR                        | メディアバンク                 | メディアバンク                   |
| 異常痴態 実験奴隷 2                                                                                    | 2012年3月23日  | WHITE BEAR                        | メディアバンク                 | メディアバンク                   |
| 医辱 前編                                                                                              | 2006年7月14日  | デジタルワークス                  | バニラ                         | ジェイ・ブイ・ディー             |
| 医辱 後編                                                                                              | 2006年11月10日 | デジタルワークス                  | バニラ                         | ジェイ・ブイ・ディー             |
| イジラレ〜復讐催眠〜 第1話                                                                             | 2021年2月5日   | ばにぃうぉ〜か〜                  | ばにぃうぉ〜か〜               |                                  |
| イジラレ〜復讐催眠〜 第2話                                                                             | 2021年2月5日   | ばにぃうぉ〜か〜                  | ばにぃうぉ〜か〜               |                                  |
| イジラレ〜復讐催眠〜 第3話                                                                             | 2021年3月5日   | ばにぃうぉ〜か〜                  | ばにぃうぉ〜か〜               |                                  |
| イジラレ〜復讐催眠〜 第4話                                                                             | 2021年3月5日   | ばにぃうぉ〜か〜                  | ばにぃうぉ〜か〜               |                                  |
| IZUMO 一ノ巻 藍の勾玉                                                                                  | 2003年1月25日  | ミュージアムピクチャーズ          | ミュージアムピクチャーズ       | GPミュージアム                   |
| IZUMO 二ノ巻 朱の殉情                                                                                  | 2003年5月25日  | ミュージアムピクチャーズ          | ミュージアムピクチャーズ       | GPミュージアム                   |
| IZUMO 三ノ巻 琥珀の追憶                                                                                | 2003年8月25日  | ミュージアムピクチャーズ          | ミュージアムピクチャーズ       | GPミュージアム                   |
| IZUMO 四ノ巻 翡翠の誘惑                                                                                | 2004年7月25日  | ミュージアムピクチャーズ          | ミュージアムピクチャーズ       | GPミュージアムソフト             |
| IZUMO 五ノ巻 緋色の邂逅                                                                                | 2004年10月25日 | 「IZUMO」アニメ製作委員会         | 「IZUMO」アニメ製作委員会      | GPミュージアムソフト             |
| 異世界ハーレム物語 第一話 異世界はハーレムパラダイス♡勇者のザーメンが世界を救う!                       | 2020年7月31日  | 魔人                              | 魔人                           | エイ・ワン・シー                 |
| 異世界ハーレム物語 第二話 美女パーティとのハーレム生活♡ 剣士と僧侶とエルフの日常!                      | 2020年9月25日  | 魔人                              | 魔人                           | エイ・ワン・シー                 |
| 異世界ハーレム物語 第三話 イヌミミ美女は匂いフェチ♡ 冒険の始まりと新たな仲間                           | 2020年11月27日 | 魔人                              | 魔人                           | エイ・ワン・シー                 |
| 異世界ハーレム物語 第四話 疾風怒濤の5Pハーレムエッチ♡ 俺たちの戦いはこれからだ!                        | 2020年12月25日 | 魔人                              | 魔人                           | エイ・ワン・シー                 |
| 異世界♂ヤリサー —お前のモノは俺のモノ— #1 女戦士と新米女冒険者 異世界でもハメちゃうっしょｗ            | 2022年5月27日  | あんてきぬすっ                    | あんてきぬすっ                 |                                  |
| 異世界♂ヤリサー —お前のモノは俺のモノ— #2 百合カップルと人妻 男の良さ教えてやんよｗ                    | 2022年5月27日  | あんてきぬすっ                    | あんてきぬすっ                 |                                  |
| 居候天国                                                                                               | 1996年11月21日 | ナック映画                        | ヤングコーポレーション、ナック | ビームエンタテインメント         |
| 居候天国〈絶頂篇〉                                                                                     | 1997年11月25日 | ナック映画                        | ヤングコーポレーション、ナック | ビームエンタテインメント         |
| 悪戯〜いたずら〜 THE ANIMATION 一両目                                                                  | 2005年4月8日   | 悪戯製作委員会                    | ミューズ                       | ジェイ・ブイ・ディー             |
| 悪戯〜いたずら〜 THE ANIMATION 二両目                                                                  | 2005年7月8日   | 悪戯製作委員会                    | ミューズ                       | ジェイ・ブイ・ディー             |
| いただきっ!セーエキ♥ 吸血鬼のフルコース                                                                | 2014年3月28日  | PashminaA                         | PashminaA                      | デジタルワークス                 |
| いちごショコラふれーばー ①                                                                             | 2017年7月14日  | Queen Bee                         | メディアバンク                 | メディアバンク                   |
| いちごショコラふれーばー ②                                                                             | 2017年8月25日  | Queen Bee                         | メディアバンク                 | メディアバンク                   |
| 一年ぶりの THE ANIMATION                                                                               | 2017年3月3日   | chippai                           | chippai                        | ミルキーズピクチャーズ           |
| 一求乳魂 前編                                                                                          | 2017年10月20日 | Queen Bee                         | メディアバンク                 | メディアバンク                   |
| 一求乳魂 後編                                                                                          | 2017年12月25日 | Queen Bee                         | メディアバンク                 | メディアバンク                   |
| 一求乳魂 特別編                                                                                        | 2018年3月16日  | Queen Bee                         | メディアバンク                 | メディアバンク                   |
| 一求乳魂 番外編                                                                                        | 2018年6月22日  | Queen Bee                         | メディアバンク                 | メディアバンク                   |
| 一緒にHしよっ♥ 宮沢明菜編                                                                              | 2009年12月10日 | ちちのや                          |                                |                                  |
| 一緒にHしよっ♥ 高井春香編                                                                              | 2010年1月21日  | ちちのや                          |                                |                                  |
| 一緒にHしよっ♥ 辻すずらん編                                                                            | 2010年2月17日  | ちちのや                          |                                |                                  |
| 一緒にHしよっ♥ 結衣&葵編                                                                               | 2010年5月28日  | ちちのや                          |                                |                                  |
| 一緒にHしよっ♥ 二葉勇希編                                                                              | 2011年1月22日  | ちちのや                          |                                |                                  |
| 一緒にHしよっ♥ 夏川ひな編                                                                              | 2011年12月9日  | ちちのや                          |                                |                                  |
| 一寸法師 前編                                                                                          | 2007年6月8日   | デジタルワークス                  | バニラ                         | ジェイ・ブイ・ディー             |
| 一寸法師 後編                                                                                          | 2007年9月14日  | デジタルワークス                  | バニラ                         | ジェイ・ブイ・ディー             |
| 愛しの言霊 第一章 昇華                                                                                 | 2002年7月26日  | ピンクパイナップル                | ピンクパイナップル             | ピンクパイナップル               |
| 愛しの言霊 第二章 帰還                                                                                 | 2002年10月25日 | ピンクパイナップル                | ピンクパイナップル             | ピンクパイナップル               |
| 愛しのベティ 魔物語                                                                                    | 1986年7月21日  | 東映ビデオ、東北新社              | 東映ビデオ、東北新社           | 東映                             |
| Innocent Blue カルテ1「憧れの従姉は孕み頃、新妻 希美(B93)」                                            | 2005年11月25日 | ひまじん                          | ひまじん                       | マリゴールド                     |
| Innocent Blue カルテ2「最愛の妹は謀り頃、処女祐美(Sサイズ)」                                           | 2006年8月25日  | ひまじん                          | ひまじん                       | マリゴールド                     |
| 井原西鶴 好色一代男                                                                                    | 1991年4月1日   | オービー企画                      | 東宝                           |                                  |
| 今泉ん家はどうやらギャルの溜まり場になってるらしい #1 あんなエロギャルに囲まれて我慢とかムリくね?      | 2021年8月6日   | ばにぃうぉ〜か〜                  | ばにぃうぉ〜か〜               |                                  |
| 今泉ん家はどうやらギャルの溜まり場になってるらしい #2 エロギャルと温泉行ってハーレム4Pとか男の夢すぎる | 2021年8月6日   | ばにぃうぉ〜か〜                  | ばにぃうぉ〜か〜               |                                  |
| 今からアタシ…… 上巻 初めてを捧げます                                                                   | 2016年9月30日  | メリー・ジェーン                  | メリー・ジェーン               | メリー・ジェーン                 |
| 今からアタシ…… 下巻 セカンドバージンも捧げます                                                         | 2016年12月2日  | メリー・ジェーン                  | メリー・ジェーン               | メリー・ジェーン                 |
| イマコシステム I 〜イマコさんとイチナくん〜                                                            | 2014年2月28日  | Queen Bee                         | Queen Bee                      | メディアバンク                   |
| イマコシステム II 〜イマコさんと薬物学編〜                                                             | 2014年5月30日  | Queen Bee                         | Queen Bee                      | メディアバンク                   |
| #今までで一番良かったセックス The Animation 第1巻                                                      | 2022年6月24日  | ピンクパイナップル                | ピンクパイナップル             | ピンクパイナップル               |
| #今までで一番良かったセックス The Animation 第2巻                                                      | 2022年6月24日  | ピンクパイナップル                | ピンクパイナップル             | ピンクパイナップル               |
| 義妹（いもうと）                                                                                       | 2006年4月14日  | デジタルワークス                  | バニラ                         | ジェイ・ブイ・ディー             |
| 妹汁 一番しぼり                                                                                        | 2003年11月25日 | 「妹汁」アニメ製作委員会          |                                | GPミュージアムソフト             |
| 妹汁 二番しぼり                                                                                        | 2004年3月25日  | 「妹汁」アニメ製作委員会          |                                | GPミュージアムソフト             |
| 義妹×2（いもうと ツインズ）                                                                            | 2006年9月8日   | デジタルワークス                  | バニラ                         | ジェイ・ブイ・ディー             |
| 妹でいこう! 第1話「妹なんだもん」                                                                      | 2003年6月26日  | 「妹でいこう!」製作委員会         | グリーンバニー                 |                                  |
| 妹でいこう! 第2話「ありがとう…おにいちゃん」                                                           | 2003年9月25日  | 「妹でいこう!」製作委員会         | グリーンバニー                 |                                  |
| 妹とその友人がエロすぎて俺の股間がヤバイ 黒髪ロングでぺたんこ胸なツンデレ妹「海羽♡」編                 | 2016年10月28日 | Collaboration Works               | Collaboration Works            | エイ・ワン・シー                 |
| 妹とその友人がエロすぎて俺の股間がヤバイ 茶髪ツインテールでユサユサ巨乳!? 妹の可愛い友人「莉子♡」編    | 2016年12月29日 | Collaboration Works               | Collaboration Works            | エイ・ワン・シー                 |
| 妹ぱらだいす! 1 〜お兄ちゃん、わたしとしようよっ〜                                                     | 2011年12月9日  | GOLD BEAR                         | メディアバンク                 | メディアバンク                   |
| 妹ぱらだいす! 2 〜お兄ちゃん、もっとしようよっ〜                                                       | 2012年4月20日  | GOLD BEAR                         | メディアバンク                 | メディアバンク                   |
| 妹ぱらだいす!2 上巻 ヒミツのヴァージンぶれいく♥                                                        | 2013年8月3日   | メリージェーン                    | メリージェーン                 | メリージェーン                   |
| 妹ぱらだいす!2 下巻 独り占め、ヴァージンぶれいく♥                                                      | 2013年10月4日  | メリー・ジェーン                  | メリー・ジェーン               | メリー・ジェーン                 |
| 妹ぱらだいす!3 〜The Animation 上巻〜                                                                  | 2018年4月27日  | ショーテン                        |                                |                                  |
| 妹ぱらだいす!3 〜The Animation 下巻〜                                                                  | 2018年7月27日  | ショーテン                        |                                |                                  |
| 妹ビッチに搾られたい♥ #1 妹DE王様ゲーム♥ 〜合コンで妹とバッタリで王様ゲームする話〜                    | 2017年10月6日  | ばにぃうぉ〜か〜                  | ばにぃうぉ〜か〜               |                                  |
| 妹ビッチに搾られたい♥ #2 妹は生オナホ♥ 〜サヤカはお兄ちゃん専用性玩具〜                                | 2017年11月3日  | ばにぃうぉ〜か〜                  | ばにぃうぉ〜か〜               |                                  |
| 癒してあげルン 西遊記                                                                                  | 2007年2月23日  | オズ・インク                      |                                |                                  |
| 淫娘 Episode.1「異常な愛情」                                                                           | 2005年7月29日  | WHITE BEAR                        | ディースリー                   | メディアバンク                   |
| 淫娘 Episode.2「性欲の代償」                                                                           | 2005年10月28日 | WHITE BEAR                        | ディースリー                   | メディアバンク                   |
| 淫娘 Episode.3「最愛の人」                                                                             | 2005年11月18日 | WHITE BEAR                        | ディースリー                   | メディアバンク                   |
| 淫行教師4 feat.エロ議員センセイ 静歌&初音〜ナマイキ読モとお嬢様の邂逅♥                                 | 2018年4月27日  | PoRO                              | PoRO                           | エイ・ワン・シー                 |
| 淫行教師4 feat.エロ議員センセイ 静歌&初音〜ガラス越しの背徳取調♥                                       | 2018年8月31日  | PoRO                              | PoRO                           | エイ・ワン・シー                 |
| 淫行教師の催眠セイ活指導録 第一話 藤宮恵 編                                                            | 2022年4月1日   | あんてきぬすっ                    | あんてきぬすっ                 |                                  |
| 淫行教師の催眠セイ活指導録 第二話 橘弥生 編                                                            | 2022年4月1日   | あんてきぬすっ                    | あんてきぬすっ                 |                                  |
| 淫獄病棟 前編                                                                                          | 2002年8月9日   | デジタルワークス                  | バニラ                         | ジェイ・ブイ・ディー             |
| 淫獄病棟 後編                                                                                          | 2002年11月15日 | デジタルワークス                  | バニラ                         | ジェイ・ブイ・ディー             |
| 陰湿オタクにイカれる妹（彼女） 処女喪失                                                                | 2011年6月24日  | WHITE BEAR                        | メディアバンク                 | メディアバンク                   |
| 陰湿オタクにイカれる妹（彼女） 痴漢調教                                                                | 2011年8月5日   | WHITE BEAR                        | メディアバンク                 | メディアバンク                   |
| 陰湿オタクにイカれる妹（彼女） 精液奴隷                                                                | 2011年11月18日 | WHITE BEAR                        | メディアバンク                 | メディアバンク                   |
| 淫獣エイリアン                                                                                         | 1997年1月1日   | ピンクパイナップル                | ピンクパイナップル             | ピンクパイナップル               |
| 淫獣女教師                                                                                             | 1995年7月21日  | ピンクパイナップル                | ピンクパイナップル             | ピンクパイナップル               |
| 淫獣女教師2 妖花狂宴の章                                                                               | 1996年4月26日  | ピンクパイナップル                | ピンクパイナップル             | ピンクパイナップル               |
| 淫獣女教師3 幻夢狂濤の章                                                                               | 1996年10月25日 | ピンクパイナップル                | ピンクパイナップル             | ピンクパイナップル               |
| 淫獣学園 La☆Blue Girl                                                                                  | 1992年6月26日  | 大映映像                          | 大映映像                       | 大映                             |
| 淫獣学園2 La☆Blue Girl                                                                                 | 1992年12月11日 | 大映映像                          | 大映映像                       | 大映                             |
| 淫獣学園3 La☆Blue Girl                                                                                 | 1993年6月5日   | 大映映像                          | 大映映像                       | 大映                             |
| 淫獣学園4 La☆Blue Girl                                                                                 | 1993年7月9日   | 大映映像                          | 大映映像                       | 大映                             |
| 淫獣学園EX La☆Blue Girl 初恋裏色魔篇                                                                   | 1996年7月26日  | 大映                              | 大映                           |                                  |
| 淫獣学園EX2 La☆Blue Girl 妖恋呪縛篇                                                                    | 1996年8月23日  | 大映                              | 大映                           |                                  |
| 淫獣学園EX3 La☆Blue Girl 邪恋地獄篇                                                                    | 1996年10月11日 | 大映                              | 大映                           |                                  |
| 淫獣学園EX4 La☆Blue Girl 哀恋輪廻篇                                                                    | 1996年11月8日  | 大映                              | 大映                           |                                  |
| 淫獣学園 La☆Blue Girl 復活篇 第一章                                                                    | 2001年5月25日  | グリーンバニー、Brahman           | グリーンバニー                 |                                  |
| 淫獣学園 La☆Blue Girl 復活篇 第二章                                                                    | 2001年8月25日  | グリーンバニー、Brahman           | グリーンバニー                 |                                  |
| 淫獣学園 La☆Blue Girl 復活篇 第三章                                                                    | 2002年1月25日  | グリーンバニー、Brahman           | グリーンバニー                 |                                  |
| 淫獣学園 La☆Blue Girl 復活篇 第四章                                                                    | 2002年5月25日  | グリーンバニー、Brahman           | グリーンバニー                 |                                  |
| 淫獣家庭教師                                                                                           | 1996年11月29日 | ピンクパイナップル                | ピンクパイナップル             | ピンクパイナップル               |
| 淫獣教師                                                                                               | 1994年10月21日 | ピンクパイナップル                | ピンクパイナップル             | ピンクパイナップル               |
| 淫獣教師II                                                                                             | 1995年6月30日  | ピンクパイナップル                | ピンクパイナップル             | ピンクパイナップル               |
| 淫獣教師III                                                                                            | 1995年8月25日  | ピンクパイナップル                | ピンクパイナップル             | ピンクパイナップル               |
| 淫獣教師IV                                                                                             | 1995年11月22日 | ピンクパイナップル                | ピンクパイナップル             | ピンクパイナップル               |
| 淫獣聖戦 ツインエンジェル                                                                              | 1995年5月12日  | 大映                              | 大映                           | 徳間ジャパンコミュニケーションズ |
| 淫獣聖戦2 ツインエンジェル                                                                             | 1995年6月9日   | 大映                              | 大映                           | 徳間ジャパンコミュニケーションズ |
| 淫獣聖戦3 ツインエンジェル                                                                             | 1995年7月14日  | 大映                              | 大映                           | 徳間ジャパンコミュニケーションズ |
| 淫獣聖戦4 ツインエンジェル                                                                             | 1995年8月11日  | 大映                              | 大映                           | 徳間ジャパンコミュニケーションズ |
| 淫獣聖戦XX 魔王新生篇                                                                                  | 1997年6月13日  | 大映                              | 大映                           | 徳間ジャパンコミュニケーションズ |
| 淫獣聖戦XX 鬼畜都市篇                                                                                  | 1997年7月11日  | 大映                              | 大映                           | 徳間ジャパンコミュニケーションズ |
| 淫獣聖戦XX 姉妹奈落篇                                                                                  | 1997年8月8日   | 大映                              | 大映                           | 徳間ジャパンコミュニケーションズ |
| 淫獣聖戦XX 羽衣飛翔篇                                                                                  | 1997年9月12日  | 大映                              | 大映                           | 徳間ジャパンコミュニケーションズ |
| 淫獣VS女スパイ                                                                                         | 1997年3月28日  | ピンクパイナップル                | ピンクパイナップル             | ピンクパイナップル               |
| 淫獣大決戦                                                                                             | 1997年9月26日  | ピンクパイナップル                | ピンクパイナップル             | ピンクパイナップル               |
| 淫獣 〜ねらわれたアイドル〜                                                                            | 1997年7月25日  | ピンクパイナップル                | ピンクパイナップル             | ピンクパイナップル               |
| 淫獣 〜ねらわれた花嫁〜 前篇                                                                           | 1999年2月26日  | ピンクパイナップル                | ピンクパイナップル             | ピンクパイナップル               |
| 淫獣 〜ねらわれた花嫁〜 後篇                                                                           | 1999年3月5日   | ピンクパイナップル                | ピンクパイナップル             | ピンクパイナップル               |
| 淫術の館 THE ANIMATION                                                                                 | 2014年8月1日   | BOOTLEG                           | BOOTLEG                        | ミルキーズピクチャーズ           |
| 淫辱の部屋                                                                                             | 2001年6月18日  | シネマパラダイス                  | シネマパラダイス               | ファイブウェイズ                 |
| 淫堕の姫騎士ジャンヌ Scene1.「孕まされた守護天使」                                                     | 2007年1月26日  | ひまじん                          | ひまじん                       | マリゴールド                     |
| 淫堕の姫騎士ジャンヌ Scene2.「晒されたボテ腹王女」                                                     | 2007年4月27日  | ひまじん                          | ひまじん                       | マリゴールド                     |
| 淫の方程式 第一話 夜の獣                                                                               | 2004年3月25日  |                                   |                                | GPミュージアムソフト             |
| 淫の方程式 第二話 陵辱の宴                                                                             | 2004年11月25日 |                                   |                                | GPミュージアムソフト             |
| 淫縛学艶 第一縛 奪われた純潔                                                                           | 2002年6月25日  | コンセプトフィルムズ              | コンセプトフィルムズ           | GPミュージアム                   |
| 淫縛学艶 第二縛 制服を脱がさないで…                                                                    | 2003年1月25日  | コンセプトフィルムズ              | コンセプトフィルムズ           | GPミュージアム                   |
| 淫縛学艶 第三縛 乱痴気祭り                                                                             | 2003年7月25日  | コンセプトフィルムズ              | コンセプトフィルムズ           | GPミュージアム                   |
| Implicity I                                                                                            | 2017年9月22日  | Queen Bee                         | メディアバンク                 | メディアバンク                   |
| Implicity II                                                                                           | 2017年11月24日 | Queen Bee                         | メディアバンク                 | メディアバンク                   |
| 淫母 Episode.1「熟女の色香」                                                                           | 2005年7月29日  | WHITE BEAR                        | ディースリー                   | メディアバンク                   |
| 淫母 Episode.2「止められない劣情」                                                                     | 2005年10月28日 | WHITE BEAR                        | ディースリー                   | メディアバンク                   |
| 淫母 Episode.3「新たなる劣情」                                                                         | 2005年11月18日 | WHITE BEAR                        | ディースリー                   | メディアバンク                   |
| 淫魔大都市 ヴァンパイア・マドンナ編                                                                    | 1996年5月24日  | P-MAN                             | P-MAN                          | オンリー・ハーツ                 |
| 淫魔大都市II 淫魔覚醒編                                                                                | 1997年8月22日  | コムストック                      | コムストック                   | カレス・コミュニケーションズ     |
| 淫魔大都市III 淫魔蘇生編                                                                               | 1998年4月24日  | コムストック                      | コムストック                   | カレス・コミュニケーションズ     |
| 淫魔妖女                                                                                               | 1994年12月22日 | ピンクパイナップル                | ピンクパイナップル             | ピンクパイナップル               |
| 淫魔妖女II M・A・Y・A                                                                                  | 1996年3月22日  | ピンクパイナップル                | ピンクパイナップル             | ピンクパイナップル               |
| 淫魔妖女III 魔夜                                                                                       | 1996年6月28日  | ピンクパイナップル                | ピンクパイナップル             | ピンクパイナップル               |
| 淫魔妖女IV MAYA                                                                                        | 1997年5月23日  | ピンクパイナップル                | ピンクパイナップル             | ピンクパイナップル               |
| 淫魔妖女V 麻弥                                                                                         | 1997年11月1日  | ピンクパイナップル                | ピンクパイナップル             | ピンクパイナップル               |
| 淫夢 〜生贄の宴〜 1st night                                                                            | 2000年1月21日  | ピンクパイナップル                | ピンクパイナップル             | ピンクパイナップル               |
| 淫夢 〜生贄の宴〜 2nd night                                                                            | 2000年4月28日  | ピンクパイナップル                | ピンクパイナップル             | ピンクパイナップル               |
| 淫夢2 〜恥辱の果肉祭〜 1st night                                                                       | 2001年3月23日  | ピンクパイナップル                | ピンクパイナップル             | ピンクパイナップル               |
| 淫夢2 〜彷徨の肉奴隷〜 2nd night                                                                       | 2001年6月22日  | ピンクパイナップル                | ピンクパイナップル             | ピンクパイナップル               |
| 淫夢学園「だめ……こんなになっちゃうのは夢の中だけなの……!」 第一話「淫夢に囚われた美人姉妹」             | 2010年4月30日  | 淫夢学園製作委員会                | ガールズトーク                 | マリゴールド                     |
| 淫毛 IN —淫毛ーシヨン— 第1巻                                                                           | 2020年3月27日  | ピンクパイナップル                | ピンクパイナップル             | ピンクパイナップル               |
| 淫毛 IN —淫毛ーシヨン— 第2巻                                                                           | 2020年3月27日  | ピンクパイナップル                | ピンクパイナップル             | ピンクパイナップル               |
| IMMORAL 上巻「ワイセツ教師のススメ」                                                                   | 2005年4月29日  | ひまじん                          | ひまじん                       | マリゴールド                     |
| IMMORAL 下巻「校内調教のススメ」                                                                       | 2005年8月26日  | ひまじん                          | ひまじん                       | マリゴールド                     |
| 淫妖蟲 THE ANIMATION 恥録一「排泄」                                                                    | 2006年10月31日 | ハレンチレストランAmour           | ハレンチレストランAmour        | アムモ                           |
| 淫妖蟲 THE ANIMATION 恥録二「母性」                                                                    | 2008年12月26日 | 鈴木みら乃                        | 鈴木みら乃                     | エイ・ワン・シー                 |
| 淫妖蟲 蝕 〜凌触島退魔録〜 壱の巻                                                                      | 2008年4月25日  | 「淫妖蟲 蝕」アニメ製作委員会     | 「淫妖蟲 蝕」アニメ製作委員会  | GPミュージアムソフト             |
| 淫妖蟲 蝕 〜凌触島退魔録〜 弐の巻                                                                      | 2008年8月25日  | 「淫妖蟲 蝕」アニメ製作委員会     | 「淫妖蟲 蝕」アニメ製作委員会  | GPミュージアムソフト             |
| 淫妖蟲 悦 〜怪楽変化退魔録〜 第一夜                                                                    | 2011年1月21日  | ミルキーズピクチャーズ            | ミルキーズピクチャーズ         | ミルキーズピクチャーズ           |
| 淫妖蟲 悦 〜怪楽変化退魔録〜 第二夜                                                                    | 2011年8月19日  | ミルキーズピクチャーズ            | ミルキーズピクチャーズ         | ミルキーズピクチャーズ           |
| 淫妖蟲 蝕 〜凌触島退魔録〜 孕ミ堕チル少女達 Anime Edition                                              | 2017年8月4日   | AniMan                            | AniMan                         | ミルキーズピクチャーズ           |
| 淫欲特急ゼツリンオー Station01 初体験!ゼツリンオー                                                     | 2007年8月31日  | schoolzone                        | schoolzone                     | HOBIBOX                          |

## う
| 作品名 | 年月日         | 製作                        | 発売元                      | 販売元                 |
| --- | -------------- | --------------------------- | --------------------------- | ---------------------- |
| V.G.NEO Vol.1                                                                                               | 2004年2月25日  | 「V.G.NEO」アニメ製作委員会 | 「V.G.NEO」アニメ製作委員会 | GPミュージアム         |
| V.G.NEO Vol.2                                                                                               | 2004年6月25日  | 「V.G.NEO」アニメ製作委員会 | 「V.G.NEO」アニメ製作委員会 | GPミュージアム         |
| ヴァルキリーハザード                                                                                        | 2019年12月27日 | 妄想実現めでぃあ            |                             | 妄想実現めでぃあ       |
| ヴァンパイア 第一夜                                                                                         | 2011年9月16日  | デジタルワークス            | デジタルワークス            | ミルキーズピクチャーズ |
| ヴァンパイア 第二夜                                                                                         | 2012年1月20日  | デジタルワークス            | デジタルワークス            | ミルキーズピクチャーズ |
| ヴィクトリアメイド マリアの奉仕                                                                             | 2015年4月24日  | 虎の穴                      | 虎の穴                      | 虎の穴                 |
| WiZARD GiRL AMBiTiOUS ぷちパイ・アスカ 〜小振りなわがままウィザードの反逆♥                                  | 2011年8月26日  | PoRO                        | PoRO                        | エイ・ワン・シー       |
| ヴィシャス（Vicious）                                                                                       | 2001年1月18日  | ファイブウェイズ            | ファイブウェイズ            | ファイブウェイズ       |
| ヴィシャス2（Vicious2）                                                                                     | 2001年4月18日  | ファイブウェイズ            | ファイブウェイズ            | ファイブウェイズ       |
| WAVER 第1章 “S”の覺醒                                                                                       | 2001年9月21日  | ミュージアムピクチャーズ    | ミュージアムピクチャーズ    | ミュージアム           |
| WAVER 第2章 “M”の恍惚                                                                                       | 2001年12月21日 | ミュージアムピクチャーズ    | ミュージアムピクチャーズ    | ミュージアム           |
| WAVER 第3章 “SM”の錯綜                                                                                      | 2002年4月25日  | ミュージアムピクチャーズ    | ミュージアムピクチャーズ    | ミュージアム           |
| Venus Blood BRAVE 勇者産卵触手RPG ヴィーナスブラッド-ブレイヴ- 第1話 紅き月下にうごめく触手たち             | 2018年12月21日 | メリー・ジェーン            | メリー・ジェーン            | メリー・ジェーン       |
| Venus Blood BRAVE 勇者産卵触手RPG ヴィーナスブラッド-ブレイヴ- 第2話 生娘は触手の海にいだかれる             | 2019年3月8日   | メリー・ジェーン            | メリー・ジェーン            | メリー・ジェーン       |
| Venus Blood BRAVE 勇者産卵触手RPG ヴィーナスブラッド-ブレイヴ- 第3話 舞姫の魅了の舞踏は触手と共に           | 2019年12月6日  | メリー・ジェーン            | メリー・ジェーン            | メリー・ジェーン       |
| Venus Blood BRAVE 勇者産卵触手RPG ヴィーナスブラッド-ブレイヴ- 第4話 堕ちた騎士の魂は触手の拘束で清められる | 2020年3月6日   | メリー・ジェーン            | メリー・ジェーン            | メリー・ジェーン       |
| うさみみボウケンタン 〜セクハラしながら世界を救え〜 第一話 異世界転生は突然に! うさ耳少女とセクハラ勇者     | 2021年8月27日  | 魔人                        | 魔人                        | エイ・ワン・シー       |
| うさみみボウケンタン 〜セクハラしながら世界を救え〜 第二話 可愛いあの娘は新たな刺客! 無人島のセクハラ暮らし | 2021年10月29日 | 魔人                        | 魔人                        | エイ・ワン・シー       |
| うさみみボウケンタン 〜セクハラしながら世界を救え〜 第三話 刺激的な街にご用心! 勇者のモテ期と世界の真実     | 2022年1月28日  | 魔人                        | 魔人                        | エイ・ワン・シー       |
| うさみみボウケンタン 〜セクハラしながら世界を救え〜 第四話 最終決戦! 勇者と精霊は結ばれ、想いは受け継がれる | 2022年3月25日  | 魔人                        | 魔人                        | エイ・ワン・シー       |
| ウチの弟♂マジでデカイんだけど見にこない? #1 あと年上に囲まれて慌てるトコとか見たくね?w                      | 2021年4月28日  | ばにぃうぉ〜か〜            | ばにぃうぉ〜か〜            |                        |
| ウチの弟♂マジでデカイんだけど見にこない? #2 てかコイツのチ〇コ気持ちよすぎてヤバいんだけどw                 | 2021年4月28日  | ばにぃうぉ〜か〜            | ばにぃうぉ〜か〜            |                        |
| 宇宙海賊サラ VOL.01 ギーレンの双子                                                                          | 2008年4月26日  | PIXY                        |                             |                        |
| 宇宙海賊サラ VOL.02 虜囚の被虐騎士                                                                          | 2008年11月22日 | PIXY                        |                             |                        |
| 宇宙海賊サラ VOL.03 狂宴のふたなり騎士                                                                      | 2009年7月25日  | PIXY                        |                             |                        |
| 宇宙海賊サラ VOL.04 逆転の海賊騎士                                                                          | 2010年6月20日  | PIXY                        |                             |                        |
| 美しき獲物たちの学園 第一幕 新入生明日菜                                                                    | 2001年10月21日 | ミュージアムピクチャーズ    | ミュージアムピクチャーズ    | ミュージアム           |
| 美しき獲物たちの学園 第二幕 女王由利香                                                                      | 2002年1月25日  | ミュージアムピクチャーズ    | ミュージアムピクチャーズ    | ミュージアム           |
| 乳母 第壱章                                                                                                 | 2004年4月9日   | デジタルワークス            | バニラ                      | ジェイ・ブイ・ディー   |
| 乳母 第弐章                                                                                                 | 2004年7月9日   | デジタルワークス            | バニラ                      | ジェイ・ブイ・ディー   |
| 雨芳恋歌 テレエロおっぱい・夏恋 〜いちゃハメ蒸れる真夏の果実〜                                              | 2012年6月29日  | PoRO                        | PoRO                        | エイ・ワン・シー       |
| 雨芳恋歌 ちっパイ従順・渚 〜嗜虐的なデレエロレシピ♥                                                         | 2012年11月30日 | PoRO                        | PoRO                        | エイ・ワン・シー       |
| 裏・受胎島 #1 精液って…なんでこんなに…美味しいの…♡                                                          | 2018年4月6日   | ばにぃうぉ〜か〜            | ばにぃうぉ〜か〜            |                        |
| 裏・受胎島 ＃2 赤ちゃんできるまで抜かないで…♡                                                               | 2018年4月27日  | ばにぃうぉ〜か〜            | ばにぃうぉ〜か〜            |                        |
| 浮気と本気 THE ANIMATION                                                                                    | 2020年9月25日  | ピンクパイナップル          | ピンクパイナップル          | ピンクパイナップル     |

## え
| 作品名 | 年月日         | 製作                         | 発売元                                     | 販売元                 |
| --- | -------------- | ---------------------------- | ------------------------------------------ | ---------------------- |
| 英才狂育 | 2007年7月25日  |                              | JAM                                        | GPミュージアムソフト   |
| エイミーと呼ばないでっ♡ ①                                                                                           | 1996年11月29日 | ピンクパイナップル           | ピンクパイナップル                         | ピンクパイナップル     |
| エイミーと呼ばないでっ♡ ②                                                                                           | 1997年2月21日  | ピンクパイナップル           | ピンクパイナップル                         | ピンクパイナップル     |
| Aサイズ クラスメイト Anime Edition 1限目                                                                            | 2016年2月5日   | chippai                      | chippai                                    | ミルキーズピクチャーズ |
| Aサイズ クラスメイト Anime Edition 2限目                                                                            | 2016年4月1日   | chippai                      | chippai                                    | ミルキーズピクチャーズ |
| エーベンブルグの風 第一章 愛欲の大地                                                                                | 2003年7月25日  | エーベンブルグ製作委員会     | アートポート、アムモ、フロンティアワークス | アムモ                 |
| エーベンブルグの風 第二章 裏切りと嫉妬の海へ                                                                        | 2003年9月26日  | エーベンブルグ製作委員会     | アートポート、アムモ                       | アムモ                 |
| SFロリータファンタジー OME-1 モデルさんはソープ嬢の巻                                                               | 1985年7月23日  | 東和クリエイション、パル企画 | パル企画                                   | ビクソン               |
| SFロリータファンタジー OME-1 ペニウス基地は拷問城の巻                                                               | 1985年10月5日  | 東和クリエイション、パル企画 | パル企画                                   | ビクソン               |
| SMノススメ 調教その1 禁断の地下室                                                                                   | 2001年10月21日 | ミュージアムピクチャーズ     | ミュージアムピクチャーズ                   | ミュージアム           |
| XL上司。 完全版 | 2020年1月15日  | 彗星社                       |                                            |                        |
| えっちーず 第1話 UNIO FAMILIA                                                                                       | 1997年5月23日  | ピンクパイナップル           | ピンクパイナップル                         | ピンクパイナップル     |
| えっちーず 第2話 かんたんな、かんけい                                                                               | 1997年8月29日  | ピンクパイナップル           | ピンクパイナップル                         | ピンクパイナップル     |
| エッチ相談室 | 2001年12月21日 | オブテイン・フューチャー     | オブテイン・フューチャー                   |                        |
| エッチなお姉ちゃんに搾られたい♥ #1 優しく搾ってくれるお姉ちゃんたち                                                 | 2019年7月5日   | ばにぃうぉ〜か〜             | ばにぃうぉ〜か〜                           |                        |
| エッチなお姉ちゃんに搾られたい♥ #2 たっぷり搾ってくれるお姉ちゃんたち                                               | 2019年8月2日   | ばにぃうぉ〜か〜             | ばにぃうぉ〜か〜                           |                        |
| 悦楽の胤 THE ANIMATION                                                                                              | 2015年4月3日   | 蜜                           | 蜜                                         | ミルキーズピクチャーズ |
| えなじぃキョーカ!! ヌキサポ編 第1巻                                                                                 | 2016年4月8日   | ケイ・エム・プロデュース     |                                            |                        |
| えなじぃキョーカ!! ヌキサポ編 第2巻                                                                                 | 2016年6月10日  | ケイ・エム・プロデュース     |                                            |                        |
| M.E.M. 〜汚された純潔〜 Karte No.1「白衣の鬼畜」                                                                    | 2000年8月25日  | ピンクパイナップル           | ピンクパイナップル                         | ピンクパイナップル     |
| M.E.M. 〜汚された純潔〜 Karte No.2「破花なき命」                                                                    | 2000年10月27日 | ピンクパイナップル           | ピンクパイナップル                         | ピンクパイナップル     |
| M男食い ラストオーダー                                                                                              | 2013年6月21日  | ミルキーズピクチャーズ       | ミルキーズピクチャーズ                     | ミルキーズピクチャーズ |
| 〔él〕〈#1〉 | 2001年4月25日  | グリーンバニー               | グリーンバニー                             |                        |
| 〔él〕〈#2〉 | 2001年7月25日  | グリーンバニー               | グリーンバニー                             |                        |
| エルフィーナ 〜淫夜へと売られた王国で…〜 THE ANIMATION 第一幕「踏みにじられた純白の姫花」                           | 2003年8月22日  | ピンクパイナップル           | ピンクパイナップル                         | ピンクパイナップル     |
| エルフィーナ 〜淫夜へと売られた王国で…〜 THE ANIMATION 第二幕「羞恥に染まる大輪の姫花」                             | 2003年10月24日 | ピンクパイナップル           | ピンクパイナップル                         | ピンクパイナップル     |
| エルフィーナ 〜淫夜へと売られた王国で…〜 THE ANIMATION 第三幕「白の姫花・黒の姫花」                                 | 2004年1月23日  | ピンクパイナップル           | ピンクパイナップル                         | ピンクパイナップル     |
| エルフの教え子と先生 上巻 秘密の放課後デート                                                                        | 2018年8月3日   | メリー・ジェーン             | メリー・ジェーン                           | メリー・ジェーン       |
| エルフの教え子と先生 下巻 ダークエルフの甘美な誘惑                                                                  | 2018年12月7日  | メリー・ジェーン             | メリー・ジェーン                           | メリー・ジェーン       |
| エルフの双子姫 ウィランとアルスラ「私はどうなってもいいから、お姉様には手を出さないで……!」 第一話「恥辱の処女調教」 | 2009年7月31日  | こっとんど〜る               | こっとんど〜る                             | マリゴールド           |
| エルフの若奥様 第一章                                                                                               | 1995年8月25日  | ピンクパイナップル           | ピンクパイナップル                         | ピンクパイナップル     |
| エルフの若奥様 第二章                                                                                               | 1995年10月27日 | ピンクパイナップル           | ピンクパイナップル                         | ピンクパイナップル     |
| エルフ姫ニィーナ Vol.01 淫城に囚われし麗姫                                                                          | 2010年10月29日 | PIXY                         |                                            |                        |
| エルフ姫ニィーナ Vol.02 触手スーツの娼婦姫                                                                          | 2011年7月29日  | PIXY                         |                                            |                        |
| エルフ姫ニィーナ Vol.03 悪堕ちEND                                                                                   | 2012年5月18日  | PIXY                         |                                            |                        |
| エロ医師 〜清純美少女を言葉巧みにハメたい放題〜 清純無垢っつり・綾乃〜不純診察中ズリ触診♥〜                         | 2022年1月28日  | PoRO                         | PoRO                                       | エイ・ワン・シー       |
| エロ医師 〜清純美少女を言葉巧みにハメたい放題〜 ワイセツチン療・綾乃＆怜奈〜ちょろハメ危嬉いっぱつ♥〜               | 2022年3月25日  | PoRO                         | PoRO                                       | エイ・ワン・シー       |
| エロ医師 〜清純美少女を言葉巧みにハメたい放題〜 清純ドエロ・綾乃〜漲る好奇芯♥〜                                     | 2022年6月24日  | PoRO                         | PoRO                                       | エイ・ワン・シー       |
| エロ医師 〜清純美少女を言葉巧みにハメたい放題〜 ナマイキドエロ・怜奈＆綾乃〜絡み貪る牝少女♥〜                       | 2022年8月26日  | PoRO                         | PoRO                                       | エイ・ワン・シー       |
| えろげー! Hもゲームも開発三昧 姫乃きさら 恋、始めました 編                                                          | 2011年8月26日  | Collaboration Works          | Collaboration Works                        | エイ・ワン・シー       |
| えろげー! Hもゲームも開発三昧 びしょ濡れ!? 美少女くりえーたーず 編                                                  | 2011年11月25日 | Collaboration Works          | Collaboration Works                        | エイ・ワン・シー       |
| えろげー! Hもゲームも開発三昧 桃色の吐息、再び!? えっちな新作げーむは桃花三昧!! 編                                  | 2013年10月25日 | Collaboration Works          | Collaboration Works                        | エイ・ワン・シー       |
| えろげー! Hもゲームも開発三昧 〜恋するスペルマ争奪戦!? 白濁ミルクをゲットだぜ!! 編〜                                | 2013年12月27日 | Collaboration Works          | Collaboration Works                        | エイ・ワン・シー       |
| えろげー! Hもゲームも開発三昧 〜み、みんなが見ている前でこんなこと!? 寧々は大人のレディーだもん♡ 編〜               | 2014年5月30日  | Collaboration Works          | Collaboration Works                        | エイ・ワン・シー       |
| えろげー! Hもゲームも開発三昧 〜露天のお風呂でいい気持ち♡深夜のお外で肝試し♡編〜                                    | 2016年3月25日  | Collaboration Works          | Collaboration Works                        | エイ・ワン・シー       |
| エロゲで全ては解決できる! THE ANIMATION                                                                             | 2021年6月25日  | ピンクパイナップル           | ピンクパイナップル                         | ピンクパイナップル     |
| エロコンビニ店長 アルバイト娘の弱みを握ってヤリたい放題 ナマイキ被害暴想娘・美樹〜私、間違えないのでっ♥〜           | 2019年2月22日  | PoRO                         | PoRO                                       | エイ・ワン・シー       |
| エロコンビニ店長 アルバイト娘の弱みを握ってヤリたい放題 自意識過剰生意気娘・美樹〜私に堕ちたくせにっ♥〜             | 2019年4月26日  | PoRO                         | PoRO                                       | エイ・ワン・シー       |
| エロコンビニ店長 アルバイト娘の弱みを握ってヤリたい放題 泣きべそ蓮っ葉・栞〜お仕置きじぇらしぃナマ逸機♥〜           | 2021年2月26日  | PoRO                         | PoRO                                       | エイ・ワン・シー       |
| エロコンビニ店長 アルバイト娘の弱みを握ってヤリたい放題 従順腹黒隷奴・結衣〜ご奉仕ノーパン品出し♥〜                 | 2021年4月30日  | PoRO                         | PoRO                                       | エイ・ワン・シー       |
| エロサラリーマン 純情姪っ子をラブホに連れ込んでヤリたい放題 真苛面目られッ娘・美冬〜壊れかけのスマホ♥〜             | 2022年2月25日  | PoRO                         | PoRO                                       | エイ・ワン・シー       |
| エロサラリーマン 純情姪っ子をラブホに連れ込んでヤリたい放題 高飛車虐めッ娘・梨々香〜堕ちぶれた媚尻♥〜               | 2022年4月28日  | PoRO                         | PoRO                                       | エイ・ワン・シー       |
| エロサラリーマン2 姪っ子をもう一人ラブホに連れ込んで、さらにヤリたい放題 憧憬クルエロ・真冬〜見せつける醜恥芯♥〜    | 2022年10月28日 | PoRO                         | PoRO                                       | エイ・ワン・シー       |
| えろゼミ 〜エッチにヤルきにABC〜 THE ANIMATION                                                                      | 2017年3月31日  | ピンクパイナップル           | ピンクパイナップル                         | ピンクパイナップル     |
| えろまめ 1 | 2014年12月19日 | Queen Bee                    | メディアバンク                             | メディアバンク         |
| えろまめ 2 | 2015年3月27日  | Queen Bee                    | メディアバンク                             | メディアバンク         |
| えろまんが! Hもマンガもステップアップ♪♪ 描いて描かれてステップアップ!? 綾部はるるを召し上がれ♡ 編                   | 2015年12月25日 | Collaboration Works          | Collaboration Works                        | エイ・ワン・シー       |
| えろまんが! Hもマンガもステップアップ♪♪ 猫耳、ブルマに、裸エプロン♡ 小田桐香織の美味しい召し上がり方♡ 編            | 2016年1月29日  | Collaboration Works          | Collaboration Works                        | エイ・ワン・シー       |
| エロマンガみたいな恋しよう PAGE.1「エロマンガみたいな恋しよう」                                                     | 2008年6月27日  | ピンクパイナップル           | ピンクパイナップル                         | ピンクパイナップル     |
| エロマンガみたいな恋しよう PAGE.2「おおきいことはいいことだ」                                                       | 2008年9月26日  | ピンクパイナップル           | ピンクパイナップル                         | ピンクパイナップル     |
| 円交少女 〜陸上部ゆっきーの場合〜 THE ANIMATION                                                                     | 2016年8月26日  | ピンクパイナップル           | ピンクパイナップル                         | ピンクパイナップル     |
| エンコ―J●ビッチギャル オジサンとなまパコ性活 PART.1                                                                 | 2018年2月9日   | ケイ・エム・プロデュース     |                                            |                        |
| エンコ―J●ビッチギャル オジサンとなまパコ性活 PART.2                                                                 | 2018年3月9日   | ケイ・エム・プロデュース     |                                            |                        |
| 冤罪 ギルディアスの陰謀                                                                                             | 2004年4月23日  | JHV                          | JHV                                        |                        |
| 冤罪 自由と解放を求めて…                                                                                            | 2004年10月22日 | JHV                          | JHV                                        |                        |
| ANGEL（エンジェル）                                                                                                 | 1990年8月25日  | ハミングバード               | ハミングバード                             | パイオニアLDC          |
| ANGEL BLADE（エンジェルブレイド） 1                                                                                 | 2001年12月14日 | エンジェルブレイド製作委員会 | バニラ                                     | ジェイ・ブイ・ディー   |
| ANGEL BLADE（エンジェルブレイド） 2                                                                                 | 2002年7月5日   | エンジェルブレイド製作委員会 | バニラ                                     | ジェイ・ブイ・ディー   |
| ANGEL BLADE（エンジェルブレイド） 3                                                                                 | 2003年4月11日  | エンジェルブレイド製作委員会 | バニラ                                     | ジェイ・ブイ・ディー   |
| ANGEL BLADE PUNISH!（エンジェルブレイド パニッシュ!） Vol.1                                                         | 2004年12月29日 | ABP製作委員会                | ミューズ                                   | ジェイ・ブイ・ディー   |
| ANGEL BLADE PUNISH!（エンジェルブレイド パニッシュ!） Vol.2                                                         | 2005年5月13日  | ABP製作委員会                | ミューズ                                   | ジェイ・ブイ・ディー   |
| ANGEL BLADE PUNISH!（エンジェルブレイド パニッシュ!） Vol.3                                                         | 2005年9月9日   | ABP製作委員会                | ミューズ                                   | ジェイ・ブイ・ディー   |
| 艶笑 日本昔ばなし                                                                                                   | 1988年5月25日  | JHV                          | JHV                                        |                        |
| ○○交配 第一話 優等生の彼女はエルフのお姫様                                                                          | 2020年1月31日  | 魔人                         | 魔人                                       | エイ・ワン・シー       |
| ○○交配 第二話 堅物な彼女はエルフの護衛騎士                                                                          | 2020年2月28日  | 魔人                         | 魔人                                       | エイ・ワン・シー       |
| ○○交配 第三話 傲慢な彼女は竜の長                                                                                    | 2020年3月27日  | 魔人                         | 魔人                                       | エイ・ワン・シー       |
| ○○交配 第四話 淫らな彼女たちは俺の教え子                                                                            | 2020年4月24日  | 魔人                         | 魔人                                       | エイ・ワン・シー       |
| ○○交配 第五話 内気な彼女は人魚の歌姫                                                                                | 2022年3月25日  | 魔人                         | 魔人                                       | エイ・ワン・シー       |
| ○○交配 第六話 真面目な彼女は鬼の姫巫女                                                                              | 2022年5月27日  | 魔人                         | 魔人                                       | エイ・ワン・シー       |
| ANGEL CORE（エンゼル・コア） 〜天使たちの住処〜 上巻                                                                | 2003年1月25日  | blue eyes                    | blue eyes                                  | blue eyes              |
| ANGEL CORE（エンゼル・コア） 〜天使たちの住処〜 下巻                                                                | 2003年4月25日  | blue eyes                    | blue eyes                                  | blue eyes              |
| エンドレスセレナーデ                                                                                                | 2000年4月14日  | デジタルワークス             | バニラ                                     | ジェイ・ブイ・ディー   |

## お
| 作品名 | 年月日         | 製作                                   | 発売元                                 | 販売元                   |
| --- | -------------- | -------------------------------------- | -------------------------------------- | ------------------------ |
| おいでよ! 私立ヤリま×り学園 潔癖会長・ミラ〜ハメ濡らし妄想天下♥〜                                                     | 2016年10月28日 | PoRO                                   | PoRO                                   | エイ・ワン・シー         |
| おいでよ! 私立ヤリま×り学園 エロ可愛ビッチJK・奈々〜しゃぶり責めハメイキ牝堕♥〜                                       | 2017年2月24日  | PoRO                                   | PoRO                                   | エイ・ワン・シー         |
| おいでよ! 私立ヤリま×り学園 おしめっ娘JK・静流〜お漏らし緩む尻穴ビーズ♥〜                                             | 2017年8月25日  | PoRO                                   | PoRO                                   | エイ・ワン・シー         |
| おいでよ! 私立ヤリま×り学園 潔ぽこ会長・ミラ〜拗ね恥抉る桃尻ボール♥〜                                                 | 2017年12月29日 | PoRO                                   | PoRO                                   | エイ・ワン・シー         |
| おいでよ! 水龍敬ランド #1 はじめての水龍敬ランド                                                                      | 2017年8月25日  | ばにぃうぉ〜か〜                       | ばにぃうぉ〜か〜                       |                          |
| おいでよ! 水龍敬ランド #2 下半身のアイドル☆ホーニィセントリー                                                         | 2017年9月29日  | ばにぃうぉ〜か〜                       | ばにぃうぉ〜か〜                       |                          |
| 王子の本命は悪役令嬢                                                                                                  | 2022年5月25日  | 彗星社                                 |                                        |                          |
| 王女＆女騎士 wド下品露出 〜恥辱の見世物奴隷〜 前編                                                                    | 2020年8月28日  | WHITE BEAR                             | メディアバンク                         | メディアバンク           |
| 王女＆女騎士 wド下品露出 〜恥辱の見世物奴隷〜 後編                                                                    | 2020年10月23日 | WHITE BEAR                             | メディアバンク                         | メディアバンク           |
| 大江戸四十八手 幕の壱 新参女中惑乱始末                                                                                | 2007年9月28日  | WHITE BEAR                             | メディアバンク                         | メディアバンク           |
| 大江戸四十八手 幕の弐 京内憚り始末                                                                                    | 2007年11月23日 | WHITE BEAR                             | メディアバンク                         | メディアバンク           |
| 大江戸四十八手 幕の参 傀儡女淫変始末                                                                                  | 2008年2月22日  | WHITE BEAR                             | メディアバンク                         | メディアバンク           |
| オオカミさんは食べられたい プレミアム版                                                                               | 2021年1月27日  | 彗星社                                 |                                        |                          |
| オーキッド★エンブレム                                                                                                 | 1996年6月21日  | ビームエンタテインメント               | ビームエンタテインメント               | ビームエンタテインメント |
| 闇市場（オークション） 〜美女奴隷〜                                                                                   | 2000年12月20日 |                                        | ハッピーフィールド                     |                          |
| おーばーふろぉ 完全版                                                                                                 | 2020年4月22日  | 彗星社                                 |                                        |                          |
| 奥様は女子校生 | 2001年12月21日 | オブテイン・フューチャー               | オブテイン・フューチャー               |                          |
| 奥様は魔法使い 前編                                                                                                   | 2006年12月8日  | デジタルワークス                       | バニラ                                 | ジェイ・ブイ・ディー     |
| 奥様は魔法使い 後編                                                                                                   | 2007年3月19日  | デジタルワークス                       | バニラ                                 | ジェイ・ブイ・ディー     |
| おくさまは天使（ミカえる）? 第一夜 変身!? 突然!! 性夜の陰謀                                                           | 2012年4月20日  | ちちのや                               |                                        |                          |
| おくさまは天使（ミカえる）? 第二夜 拘束!? 決闘!! 華麗に変身                                                           | 2014年6月6日   | ちちのや                               |                                        |                          |
| 奥様は元ヤリマン -Besluted-                                                                                           | 2014年2月28日  | サークルトリビュート                   |                                        | サークルトリビュート     |
| 奥様は元ヤリマン -Besluted- 第二巻                                                                                    | 2015年11月27日 | サークルトリビュート                   |                                        | サークルトリビュート     |
| お元気クリニック Vol.1                                                                                                | 1992年1月21日  |                                        | APPLE                                  | APPLE                    |
| お元気クリニック Vol.2                                                                                                | 1992年2月21日  |                                        | APPLE                                  | APPLE                    |
| お元気クリニック Vol.3                                                                                                | 1992年3月21日  |                                        | APPLE                                  | APPLE                    |
| 幼なじみと同級生 1限目 愛情≦悦楽                                                                                      | 2008年7月25日  | HOT BEAR                               | HOT BEAR                               | HOT BEAR                 |
| 幼なじみと同級生 2限目 愛情≦悦楽                                                                                      | 2008年11月28日 | HOT BEAR                               | HOT BEAR                               | HOT BEAR                 |
| おしえて Re:メイド れっすん1                                                                                          | 2007年10月25日 | 「おしえて Re:メイド」アニメ製作委員会 | 「おしえて Re:メイド」アニメ製作委員会 | GPミュージアムソフト     |
| おしえて Re:メイド れっすん2                                                                                          | 2008年2月25日  | 「おしえて Re:メイド」アニメ製作委員会 | 「おしえて Re:メイド」アニメ製作委員会 | GPミュージアムソフト     |
| おしゃぶりアナウンサー「そんなに飲まされたら……Hしたくなっちゃう♥」 #1 魔法のザーメン                                  | 2014年5月23日  | じゅうしぃまんご〜、ルネピクチャーズ   | じゅうしぃまんご〜、ルネピクチャーズ   |                          |
| お嬢様はHがお好き 〜THE ANIMATION〜 celebrity.1「浴衣も水着もお風呂も好き」                                           | 2010年4月23日  | ピンクパイナップル                     | ピンクパイナップル                     | ピンクパイナップル       |
| お嬢様はHがお好き 〜THE ANIMATION〜 celebrity.2「女医もメイドも乱交もお好き☆」                                        | 2010年7月23日  | ピンクパイナップル                     | ピンクパイナップル                     | ピンクパイナップル       |
| お嬢様☆嫁入り抗争 上巻 極嬢の恋煩い                                                                                   | 2012年10月5日  | メリー・ジェーン                       | メリー・ジェーン                       | メリー・ジェーン         |
| お嬢様☆嫁入り抗争 下巻 風雲!ツンデレラ城                                                                              | 2012年11月30日 | メリー・ジェーン                       | メリー・ジェーン                       | メリー・ジェーン         |
| オタクに優しいギャルとか、巨乳の幼なじみとか。①                                                                       | 2022年4月15日  | Queen Bee                              | メディアバンク                         | メディアバンク           |
| オタクに優しいギャルとか、巨乳の幼なじみとか。②                                                                       | 2022年6月17日  | Queen Bee                              | メディアバンク                         | メディアバンク           |
| 堕ちモノRPG 聖騎士ルヴィリアス 第一章 奪われた純潔 〜ルヴィリアスの決断〜                                             | 2019年7月26日  | 魔人                                   | 魔人                                   | エイ・ワン・シー         |
| 堕ちモノRPG 聖騎士ルヴィリアス 第二章 進撃の魔族 〜ルヴィリアスの輪姦、イリスとリフリアの精液風呂〜                   | 2019年8月30日  | 魔人                                   | 魔人                                   | エイ・ワン・シー         |
| 堕ちモノRPG 聖騎士ルヴィリアス 第三章 女の闘い 〜ティアのフタナリ、リフリアの電撃絶頂、イリスの触手産卵〜             | 2019年10月25日 | 魔人                                   | 魔人                                   | エイ・ワン・シー         |
| 堕ちモノRPG 聖騎士ルヴィリアス 第四章 戦勝祭の大乱交 〜ルヴィリアスとティアとイリスとリフリア、快楽漬けのアヘ顔絶頂〜 | 2019年12月27日 | 魔人                                   | 魔人                                   | エイ・ワン・シー         |
| おっぱい学園マーチングバンド部! 〜発情ハメ撮り日誌〜 #1 カメラ＋女子＝絶頂                                            | 2014年10月24日 | じゅうしぃまんご〜、ルネピクチャーズ   | じゅうしぃまんご〜、ルネピクチャーズ   |                          |
| おっぱいの王者48 何も考えず目の前のおっぱい全部しゃぶれ! 第一話                                                       | 2010年3月19日  | ミルキーズピクチャーズ                 | ミルキーズピクチャーズ                 | ミルキーズピクチャーズ   |
| おっぱいの王者48 何も考えず目の前のおっぱい全部しゃぶれ! 第二話                                                       | 2010年7月16日  | ミルキーズピクチャーズ                 | ミルキーズピクチャーズ                 | ミルキーズピクチャーズ   |
| おっぱいハート 〜彼女はケダモノ発情期ッ!?〜 甘姉・美弥〜天然ブラコンの発情巨乳〜                                      | 2011年10月26日 | 2匹目のどぜう                          | 2匹目のどぜう                          | エイ・ワン・シー         |
| おっぱいハート 〜彼女はケダモノ発情期ッ!?〜 爆乳チアっ娘・茉莉〜特濃ケダモノミルク搾り♥〜                             | 2012年2月24日  | 2匹目のどぜう                          | 2匹目のどぜう                          | エイ・ワン・シー         |
| OPPAIライフ 前編 | 2008年10月10日 | デジタルワークス                       | バニラ                                 | ジェイ・ブイ・ディー     |
| OPPAIライフ 後編 | 2009年1月9日   | デジタルワークス                       | バニラ                                 | ジェイ・ブイ・ディー     |
| おっぱインフィニティ∞! THE ANIMATION 「Love Letter」                                                                  | 2014年1月31日  | ピンクパイナップル                     | ピンクパイナップル                     | ピンクパイナップル       |
| オトコの娘♥ お嬢様っ 光と綾奈の秘密コレクション                                                                       | 2011年3月11日  | ちちのや                               |                                        |                          |
| オトコのコ♂デリバリー                                                                                                 | 2019年7月12日  | WHITE BEAR                             | メディアバンク                         | メディアバンク           |
| 大人にゃ恋の仕方がわからねぇ! プレミアム版                                                                            | 2021年2月24日  | 彗星社                                 |                                        |                          |
| 乙女蹂躙遊戯 上巻 | 2010年8月27日  | 鈴木みら乃                             | 鈴木みら乃                             | エイ・ワン・シー         |
| 乙女蹂躙遊戯 下巻 | 2010年11月26日 | 鈴木みら乃                             | 鈴木みら乃                             | エイ・ワン・シー         |
| 乙女恥曝遊戯 屈辱倍返し 上巻                                                                                          | 2010年1月29日  | 鈴木みら乃                             | 鈴木みら乃                             | エイ・ワン・シー         |
| 乙女恥曝遊戯 屈辱倍返し 下巻                                                                                          | 2010年3月26日  | 鈴木みら乃                             | 鈴木みら乃                             | エイ・ワン・シー         |
| オトメ＊ドメイン THE ANIMATION                                                                                        | 2017年9月29日  | ピンクパイナップル                     | ピンクパイナップル                     | ピンクパイナップル       |
| オトメドリ 上巻「純潔の輪舞曲」                                                                                       | 2012年5月25日  | メリー・ジェーン                       | メリー・ジェーン                       | メリー・ジェーン         |
| オトメドリ 下巻「悪夢のEncore」                                                                                       | 2012年9月28日  | メリー・ジェーン                       | メリー・ジェーン                       | メリー・ジェーン         |
| オトメヒメ 〜さとるクン〜                                                                                             | 2014年11月28日 | PashminaA                              | PashminaA                              | デジタルワークス         |
| オナ×2 | 2011年2月25日  | ちちのや                               |                                        |                          |
| オナホ教室 〜女子全員妊娠計画〜 The Animation                                                                         | 2021年10月29日 | ピンクパイナップル                     | ピンクパイナップル                     | ピンクパイナップル       |
| お兄ちゃん、朝までずっとギュッてして! 女未そら編                                                                      | 2020年3月6日   | メリー・ジェーン                       | メリー・ジェーン                       | メリー・ジェーン         |
| お兄ちゃん、朝までずっとギュッてして! 女未こはく編                                                                    | 2020年6月19日  | メリー・ジェーン                       | メリー・ジェーン                       | メリー・ジェーン         |
| お兄ちゃん、朝までずっとギュッてして! 女未あかね編                                                                    | 2021年6月4日   | メリー・ジェーン                       | メリー・ジェーン                       | メリー・ジェーン         |
| お兄ちゃん、朝までずっとギュッてして! 女未すみ編                                                                      | 2021年9月3日   | メリー・ジェーン                       | メリー・ジェーン                       | メリー・ジェーン         |
| 鬼父 上巻「小生意気なホットパンツ」                                                                                   | 2009年10月30日 | PoRO                                   | PoRO                                   | エイ・ワン・シー         |
| 鬼父 下巻「はしたない清楚なレギンス」                                                                                 | 2010年5月28日  | PoRO                                   | PoRO                                   | エイ・ワン・シー         |
| 鬼父2 上巻「おバカな袴っ娘の反省」                                                                                    | 2010年10月29日 | PoRO                                   | PoRO                                   | エイ・ワン・シー         |
| 鬼父2 下巻「巨乳と天然の卑しと嫉み」                                                                                  | 2010年11月26日 | PoRO                                   | PoRO                                   | エイ・ワン・シー         |
| 鬼父 Re-birth 〜小生意気なヒップホール〜                                                                              | 2011年4月28日  | PoRO                                   | PoRO                                   | エイ・ワン・シー         |
| 鬼父 Re-born 〜小生意気な秘湯めぐり〜 旅情編                                                                          | 2011年12月22日 | PoRO                                   | PoRO                                   | エイ・ワン・シー         |
| 鬼父 Re-born 〜小生意気な秘湯めぐり〜 姉妹丼道連れ編                                                                  | 2012年12月28日 | PoRO                                   | PoRO                                   | エイ・ワン・シー         |
| 鬼父2 -REVENGE- 〜巨乳エプロンパイズリ搾りとほのぼの腹黒お漏らし♥〜                                                   | 2013年11月29日 | PoRO                                   | PoRO                                   | エイ・ワン・シー         |
| 鬼父 Rebuild Vol.1「小生意気なじぇらしぃ輪舞♥」                                                                       | 2013年12月27日 | PoRO                                   | PoRO                                   | エイ・ワン・シー         |
| 鬼父2 -REVENGE- 〜卑されおかっぱお袴゛ッ娘倍返し♥〜                                                                   | 2014年3月28日  | PoRO                                   | PoRO                                   | エイ・ワン・シー         |
| 鬼父 Rebuild Vol.2「清楚に跨がるコスプレニート♥」                                                                     | 2014年8月29日  | PoRO                                   | PoRO                                   | エイ・ワン・シー         |
| 鬼父 Rebuild Vol.3「小生意気な萌顔ほぃほぃ♥」                                                                         | 2014年12月26日 | PoRO                                   | PoRO                                   | エイ・ワン・シー         |
| 鬼父2 harvest 〜天然巨乳のハメロス日和♥〜                                                                             | 2015年1月30日  | PoRO                                   | PoRO                                   | エイ・ワン・シー         |
| 鬼父 Refresh♥ 〜小生意気ロマンティックが止まらない♥〜                                                                 | 2015年8月14日  | PoRO                                   | PoRO                                   | エイ・ワン・シー         |
| 鬼父 Refresh♥ 〜小生意気変態フレンドのビーチびっち♥〜                                                                 | 2015年12月25日 | PoRO                                   | PoRO                                   | エイ・ワン・シー         |
| 鬼父 化ケーション 〜小生意気タヌキぽんぽこぽん♥〜                                                                     | 2016年4月28日  | PoRO                                   | PoRO                                   | エイ・ワン・シー         |
| 鬼父 Refresh♥ 〜小生意気な肝っ玉♥〜                                                                                   | 2016年12月29日 | PoRO                                   | PoRO                                   | エイ・ワン・シー         |
| 鬼父 Refresh♥ 〜小生意気ロマンティックがハマらない♥〜                                                                 | 2017年4月28日  | PoRO                                   | PoRO                                   | エイ・ワン・シー         |
| 鬼点睛 第1話「鬼（のぞみ）」                                                                                          | 2000年3月25日  | グリーンバニー                         | グリーンバニー                         |                          |
| 鬼点睛 第2話「天使（はくま）」                                                                                        | 2000年5月25日  | グリーンバニー                         | グリーンバニー                         |                          |
| 鬼点睛 第3話「辯戈天（じゅん）」                                                                                      | 2000年7月25日  | グリーンバニー                         | グリーンバニー                         |                          |
| 鬼点睛 第4話「麗 子」                                                                                                 | 2000年9月25日  | グリーンバニー                         | グリーンバニー                         |                          |
| おね→ショタ←おね THE ANIMATION                                                                                        | 2020年11月27日 | ピンクパイナップル                     | ピンクパイナップル                     | ピンクパイナップル       |
| オフサイドガール 1st half                                                                                             | 2007年4月25日  | AniMan                                 | AniMan                                 | GPミュージアムソフト     |
| オフサイドガール 2nd half                                                                                             | 2007年8月25日  | AniMan                                 | AniMan                                 | GPミュージアムソフト     |
| お見合い相手は教え子、強気な、問題児。 完全版                                                                         | 2018年3月30日  | 彗星社                                 |                                        |                          |
| 母娘丼♥ おっぱい特盛母乳汁だくで                                                                                      | 2012年8月10日  | 虎の穴                                 | 虎の穴                                 | 虎の穴                   |
| おやすみせっくす 第1話 妹の肌に触れた初めての夜                                                                       | 2018年10月26日 | メリー・ジェーン                       | メリー・ジェーン                       | メリー・ジェーン         |
| おやすみせっくす 第2話 兄を寝室へと誘う禁断の合図                                                                     | 2019年5月3日   | メリー・ジェーン                       | メリー・ジェーン                       | メリー・ジェーン         |
| おやすみせっくす 第3話 夢だけで終わらない夜                                                                           | 2021年5月21日  | メリー・ジェーン                       | メリー・ジェーン                       | メリー・ジェーン         |
| おやすみせっくす 第4話 あふれ出る想いが止まらない朝                                                                   | 2021年9月3日   | メリー・ジェーン                       | メリー・ジェーン                       | メリー・ジェーン         |
| およめさまHONEYDAYS♥ ①                                                                                                | 2014年11月28日 | King Bee                               | メディアバンク                         | メディアバンク           |
| およめさまHONEYDAYS♥ ②                                                                                                | 2015年2月27日  | King Bee                               | メディアバンク                         | メディアバンク           |
| オリジナル・アダルト・アニメ ピンクのカーテン                                                                         | 1987年11月25日 | ビップ                                 | ビップ                                 |                          |
| オリジナル・スケベチック・アニメーション テレクラの秘密① それ行けテレクラ                                             | 1991年8月23日  | TECプロジェクト                        | JHV                                    | JHV                      |
| オリジナル・スケベチック・アニメーション テレクラの秘密② またまたテレクラ                                             | 1991年9月27日  | TECプロジェクト                        | JHV                                    | JHV                      |
| オリジナルビデオロマンスアニメーション 女子大生 聖子ちゃん                                                            | 1984年11月30日 | レッツ                                 | レッツ                                 |                          |
| オリジナルビデオロマンスアニメーション オフィスレディー 明菜ちゃん                                                    | 1984年12月22日 | レッツ                                 | レッツ                                 |                          |
| 俺が姪（かのじょ）を○す理由（わけ） 一日目 彼が彼女を手に入れた日                                                     | 2018年4月27日  | 鈴木みら乃                             | 鈴木みら乃                             | エイ・ワン・シー         |
| 俺が姪（かのじょ）を○す理由（わけ） 二日目 彼が彼女をもてあそんだ日                                                   | 2018年5月25日  | 鈴木みら乃                             | 鈴木みら乃                             | エイ・ワン・シー         |
| 俺が姪（かのじょ）を○す理由（わけ） 三日目 彼女が心を閉ざした日                                                       | 2018年6月29日  | 鈴木みら乃                             | 鈴木みら乃                             | エイ・ワン・シー         |
| 俺が姪（かのじょ）を○す理由（わけ） 四日目 彼が彼女たちを手に入れた日                                                 | 2018年7月27日  | 鈴木みら乃                             | 鈴木みら乃                             | エイ・ワン・シー         |
| 俺が姪（かのじょ）を○す理由（わけ） 五日目 彼女はその日から身体で稼ぐようになった                                     | 2019年10月25日 | 鈴木みら乃                             | 鈴木みら乃                             | エイ・ワン・シー         |
| 俺が姪（かのじょ）を○す理由（わけ） 六日目 彼女はその日ようやく親離れができた                                         | 2019年11月29日 | 鈴木みら乃                             | 鈴木みら乃                             | エイ・ワン・シー         |
| 俺の指で乱れろ。 〜閉店後二人きりのサロンで…〜 完全版                                                                 | 2020年7月15日  | 彗星社                                 |                                        |                          |
| 俺は彼女を信じてる! 上巻「セカンドヴァージン」                                                                        | 2011年5月27日  | L.                                     | クオリティコンフィデンス               |                          |
| 女教師 一時限目・社会科「泣かぬなら 犯してしまえ ホトトギス」                                                         | 2002年12月25日 | ミュージアムピクチャーズ               | ミュージアムピクチャーズ               | GPミュージアム           |
| 女教師 二時限目・数学科「恥辱×悦楽＝肉欲の餌食」                                                                      | 2003年3月25日  | ミュージアムピクチャーズ               | ミュージアムピクチャーズ               | GPミュージアム           |
| 女教師 三時限目・化学科「ケダモノたちの実験器具」                                                                     | 2003年8月25日  | ミュージアムピクチャーズ               | ミュージアムピクチャーズ               | GPミュージアム           |
| 女教師 -肉体授業- 上巻                                                                                                | 2004年2月20日  | JHV                                    | JHV                                    |                          |
| 女教師 -肉体授業- 下巻                                                                                                | 2004年5月21日  | JHV                                    | JHV                                    |                          |
| 女教師二十三歳 前編                                                                                                   | 2003年1月24日  | JHV                                    | JHV                                    |                          |
| 女教師二十三歳 後編                                                                                                   | 2003年6月27日  | JHV                                    | JHV                                    |                          |
| 女教師・裕美の放課後 前編                                                                                             | 2003年8月8日   | デジタルワークス                       | バニラ                                 | ジェイ・ブイ・ディー     |
| 女教師・裕美の放課後 後編                                                                                             | 2003年11月14日 | デジタルワークス                       | バニラ                                 | ジェイ・ブイ・ディー     |
| 女スパイ拷問 敵の基地は女体拷問所                                                                                     | 2001年         | アプローズメディアエンターテインメント |                                        |                          |
| 女魔王メリッサのHな冒険記 ～精液を集めるエロ魔王～ ACT.1                                                              | 2019年5月17日  | BOMB!CUTE!BOMB!                        |                                        |                          |
| 女魔王メリッサのHな冒険記 ～精液を集めるエロ魔王～ ACT.2                                                              | 2019年6月7日   | BOMB!CUTE!BOMB!                        |                                        |                          |
| 陰陽師 妖かしの女神 淫乱呪縛 第壱話 淫らの呪                                                                          | 2009年11月25日 | ティーレックス                         | ティーレックス                         | ミルキーズピクチャーズ   |
| 陰陽師 妖かしの女神 淫乱呪縛 第弐話 最後の女神                                                                        | 2010年4月16日  | ティーレックス                         | ティーレックス                         | ミルキーズピクチャーズ   |
| 陰陽師 〜妖艶絵巻〜 第壱話                                                                                            | 2003年9月25日  | ミュージアムピクチャーズ               | ミュージアムピクチャーズ               | GPミュージアム           |
| 陰陽師 〜妖艶絵巻〜 第弐話                                                                                            | 2003年12月25日 | ミュージアムピクチャーズ               | ミュージアムピクチャーズ               | GPミュージアム           |
| ←わ行 | ↑目次          | か行→                                  | か行→                                  | か行→                    |